# 2018년 KBO 리그
KBO 리그의 2018년 시즌은 KBO 리그의 37번째 시즌이며, 대한민국의 10개 프로 야구 구단들이 참가했다. 신한은행이 타이틀 메인 스폰서로 선정됨에 따라 2018 신한은행 MY CAR KBO 리그라고도 불렸다.

## 달라지는 점
- 시범 경기를 3월 13일 ~ 3월 21일까지 개최하고, 팀당 8경기씩 총 40경기를 시행하기로 하였다.(전년도보다 20경기 감소)
- 2017년까지는 개막일에 홈 경기를 치르지 못하는 구단은 개막한 다음주 화~목요일에 주중 개막전을 치르며, 올해에는 모든 구단이 주말에 홈경기 개막전을 치를 수 있게 되었다. 또한, 개막 시리즈가 2015년 이후 3년 만에 다시 2연전으로 환원된다.
- LG 트윈스가 양상문 감독과 재계약을 포기하고 단장으로 계약하였으며, 류중일을 새 감독으로 선임하였다.
- 한화 이글스 이상군 감독대행이 사퇴하고 한용덕이 새 감독으로 선임되었다.
- NC 다이노스가 시즌 중 김경문 감독을 경질했고 단장이었던 유영준을 감독 대행으로 선임하였다.
- 8월 16일 ~ 9월 3일에 자카르타-팔렘방 아시안 게임으로 인하여 정규 시즌이 일시적으로 중단됐다.
- KBO와 프로 야구 선수 협회 간의 선수 대리인 제도와 관련된 합의 사항을 보고받고 선수 대리인 제도를 시행하기로 했으며, 대리인의 자격은 프로 야구 선수 협회의 자격 시험을 통과하여 공인을 받은 자로 하고, 대리인 1명(법인 포함)이 보유할 수 있는 인원은 총 15명(구단당 3명) 이내로 제한하기로 했다.
- 그 동안 대표팀 참가일 수만큼 주어지던 FA 등록일수 보상 제도가 포인트제(국가대표로 참가하는 선수에게 각 대회별로 기본 포인트와 성적에 따른 추가 포인트를 보상하는 방식)로 변경됐다. 1포인트는 FA 등록일수 1일로 전환되어 사용할 수 있고, 기본 포인트는 대회별로 올림픽과 아시안게임, WBC, 프리미어 12, APBC는 참가만 해도 10포인트가 주어지고, 아시아 야구 선수권과 U-23 야구 월드컵에도 참가 시 5포인트가 주어진다. 성적에 따른 추가 포인트가 가장 높은 대회는 올림픽과 WBC로 올림픽은 3위부터, WBC는 8강부터 책정되어 있으며, 해당 대회에서 우승 시에는 기존 참가일수 규정보다 확대된 최대 60포인트까지 받을 수 있도록 했다. 포인트제는 2017년 11월에 열렸던 APBC부터 시행된다.
- 포상이 주어지던 대회는 기존 WBC, 올림픽, 아시안게임, 프리미어 12, 기타 총재가 인정하던 대회에서 신설된 APBC가 추가됐으며, WBSC 국가 랭킹이 반영되는 아시아 야구 선수권과 U-23 야구 월드컵에도 적용돼 아마추어 대회에 참가하는 프로 선수들에게도 국가대표팀 참가와 활약에 따른 적절한 보상을 해주기로 했다.
- 선수 선발 규정을 강화해 금고 이상의 형을 선고받고 그 집행이 종료되거나 집행을 받지 아니하기로 확정된 후 3년이 지나지 아니한 자, 금고 이상의 형을 선고받고 그 집행유예 기간이 끝난 날로부터 1년이 지나지 아니한 자, 승부조작, 국민체육진흥법 위반, 마약류 연루, 병역비리, 성범죄로 인해 KBO로부터 제재를 받은 자는 국가대표팀의 선수로 선발하지 않기로 했다.
- 대표팀 소집일 기준을 각 대회 개막일 기준 최대 10일전 소집을 원칙으로 정했으며, 대표팀 선수단의 통일성을 강조하고 후원사의 권리 보호를 위해 지급되는 야구 용품을 반드시 착용하도록 하되, 스파이크에 한해 경기력 문제로 사용할 수 없을 때 사전에 KBO에 사유서를 제출하고 해당 브랜드는 노출되지 않도록 한다는 규정을 신설했다.
- 심판 위원회의 전문성과 공정성 강화를 통한 운영 혁신으로 KBO 리그의 신뢰를 회복하고 경쟁력을 높이기 위해 ‘KBO 심판 통합 관리 시스템’을 전격 도입하기로 하였다. 불공정 행위 원천 차단, 심판의 기량 및 자질 향상, 심판 감독 강화, 채용 시스템 개선, 판정 논란 해소, 평가 시스템 개선, 교육 지원 강화 등 7가지 항목으로 이루어져 있는데 불공정 행위 원천 차단을 위해 내년부터는 KBO 사무국 내에 심판 비리행위 제보 관련 핫라인이 신설되고 제보가 접수될 경우 즉각적인 대응 시스템을 가동할 예정이다.
- KBO 총재 직속의 조사위원회를 상설화하여 심판의 경기 외적인 비리행위에 대한 내사 및 모니터링을 할 계획이다.
- 불공정 비리 행위 및 윤리 강령 위반자에 대한 대응 방안이 마련된다. 사안에 따라 면담을 하고, 교육 프로그램을 도입하여 이수시킬 계획이며, 재차 위반시 제재할 예정이다.
- 형사 처벌 대상이 되는 비위 행위나 규약 위반 사항 발생 시에는 원 스트라이크 아웃제를 도입하여 해당 인원은 행위 확인 시 즉시 퇴출된다.
- 경기장 내에서는 심판과 구단 관계자 및 선수단과의 불필요한 접촉 및 사적인 대화가 금지된다.
- 심판의 기량 및 자질 향상을 위해 경기 정보, 배정, 교육과 관련된 그룹웨어 개념의 심판 위원회 전용 웹페이지가 구축된다.
- 심판 개개인에게 고유 아이디를 부여하여 개인별 출전 경기에 대한 자료를 제공할 예정이며, 매 경기후 주심에게는 자신이 판정한 스트라이크존 분석 자료를 전달하여 주의를 환기하고 경각심을 부여할 계획이다.
- MLB와 심판 자문 역할, 합동훈련 등을 통한 심판 경쟁력 강화를 위해 심판 관련 업무 교류도 추진할 예정이다.
- 심판 감독 강화와 관련해서는 심판 감독관 제도가 도입된다. 심판 감독관은 KBO 클린 베이스볼 센터장과 담당관이 맡아 심판 모니터링, 판정 평가, 자문 및 행정의 역할을 담당하며, 심판들이 본연의 업무에만 집중할 수 있도록 지원하고, 구단과 창구 기능을 수행함으로써 심판과 구단 관계자 및 선수단과의 접촉을 원천 차단한다.
- 미디어와 심판의 공식 소통도 홍보팀 또는 담당 직원으로 일원화시킬 계획이다.
- 심판 채용 시스템 개선과 관련해서는 비 선수 출신 채용을 확대한다. 선후배 간 유착 가능성을 막고 일반인에 대한 심판 채용 기회를 확대하기 위하여 선수와 비선수 출신을 1:1의 비율로 채용할 예정이다. 또한 현재 KBSA와 공동으로 주관하는 심판 학교의 커리큘럼을 개선하여 전문 과정은 기존 심판의 재교육 및 기량 향상 위주로 프로그램을 개편하고, 일반 과정을 통해 실기 및 면접시험 합격자 중 신임 심판을 선발할 계획이다.
- 판정 논란 해소를 위해서 경기 중 심판의 설명 상황이 발생할 경우 주심이 판정에 대한 경과를 장내 마이크로 설명하여 경기장에 있는 팬들이나 선수단의 궁금증을 해소할 예정이다.
- 평가 시스템 개선과 관련해서는 심판 승강제가 시행된다. 심판에 대한 고과 평가를 기준으로 KBO 리그 심판이 2년 연속 하위 그룹에 포함될 경우 해당 심판을 퓨처스리그로 강등시키고, 해당 심판이 2년 안에 KBO 리그로 승격되지 못할 경우 퇴출할 예정이다. 또한, 고과 평가 방식도 상대 평가 방식을 적용하여 전/후반기로 나누어 진행하고 당사자에게 공개하며, 고과 평가와 1군 출장 경기수를 종합적으로 반영하여 포스트시즌, 올스타전, 국제 대회에 배정할 계획이다. 고과 평가에는 심판 윤리 규정에 근거한 윤리 평가도 포함해 위반 사항 발생 시 심판 위원장과 면담 후 고과에 반영하며, 항목별 위반에 따른 제제 수위도 명문화할 예정이다.
- 교육 지원 강화와 관련해서는 심판 전원이 심판의 기본 매너와 위기 대응법 교육을 받게 되며 직급에 맞는 맞춤형 교육도 시행된다.
- 저연차 심판에게는 리그 규정이나 야구 규칙 교육이 집중적으로 실시되며, 고연차 심판이나 심판 팀장급은 리더/관리자 교육을 이수해야 한다. 또한, 심판의 기본 매너와 상황별 대처 능력 교육이 심판 전원을 대상으로 수시로 진행되며, 정신과 전문의나 심리 상담사와 연계한 심리 치료도 병행할 계획이다. 매년 초에는 체력 테스트도 시행하여 기준 미달 시 재평가 및 고과에 반영할 예정이다.
- 심판 위원회 윤리 교육과 자정 결의 대회를 실시할 계획이며, 이번 심판 통합 관리 시스템 도입을 계기로 앞으로도 공정하고 투명한 리그 환경 조성에 최선의 노력을 다할 예정이다.
- 독립 리그가 1부와 2부리그로 나뉘어서 치러진다.
- KBO는 비디오 판독 센터의 KBO 내 이전을 완료하고, 1월 중순까지 새롭게 공개 입찰을 통해 2018 시즌 운영사를 다시 선정할 예정이다.
- 원활한 경기 운영을 위해 비디오 판독 가능 시간을 5분으로 제한하고, 5분 내로 판정을 뒤집을 만한 근거를 발견하지 못하면 원심을 유지한다.
- 비디오 판독 시 종전에는 감독이 반드시 필드 안으로 나와야만 신청이 가능했으나, 올 시즌부터는 덕아웃에서도 판독 신청이 가능하다.
- 관중들이 즉각적으로 판정을 이해하고 심판의 보다 정확한 판정을 유도하기 위해 비디오 판독 시 구장 전광판에 중계 방송사 화면을 상영한다.
- 경기 중 판정에 대한 영상 확인을 담당하는 비디오 판독 센터는 승부조작이 의심되는 영상을 모니터링하는 역할까지 담당한다. KBO는 판독 센터 영상을 통해 부정행위 또는 의심 사례가 발견될 경우 즉시 구단에 확인해 해당 선수에 대해 조치를 취하는 등 판독 센터 정보를 통해 승부조작을 사전에 예방할 계획이다.
- 비디오 판독 센터에는 부정행위를 모니터링하는 전담 인원이 배치된다.
- 경기 중 선발 또는 구원투수가 심판진이 인정한 명백한 부상으로 인해 첫 타자를 상대하지 못하고 교체되는 경우 같은 유형의 투수로 변경해야 한다는 규정을 선발투수에 한해서만 적용하기로 했다. 교체되는 선발투수의 투구 유형도 좌투수-좌투수, 우투수-우투수만 동일하게 하고, 언더핸드와 사이드암 규정은 삭제했다. 구원투수의 경우는 교체 시 투구하는 손이나 유형이 동일하지 않아도 된다.
- 고척스카이돔에 적용되는 그라운드 룰 중 파울 지역 천장에 맞고 낙하한 공을 잡으면 아웃으로 판정하던 것을 포구 여부와 관계없이 파울로 판정하기로 했다.
- 타자가 안타를 쳤으나 3루 주자가 홈을 밟지 않아 3번째 아웃이 선언됐다면 이때 타자의 기록은 단타로만 기록하던 것을 단타 또는 2루타로 기록할 수 있도록 바꿨다.
- 구단의 마케팅 활성화를 위해 구장 내야 펜스 광고에 LED 보드 설치도 가능하도록 했으나 심판이 플레이에 지장을 준다고 판단하는 경우에는 운영을 중지할 수 있도록 했다.
- 이번 시즌부터 2020년까지 신한은행이 3년간 타이틀 후원을 맡는다.
- 자동 고의 4구제가 도입되어 감독이 심판에게 고의 4구 의사를 전달하면, 투수가 투구하지 않더라도 심판이 볼넷으로 인정하는 절차로 진행된다. 타자는 1루로 출루하고 '자동 고의 4구'라는 문구가 경기장 전광판에 표출된다.
- 포수가 마운드에 올라가는 횟수는 이전까지 연장전을 포함해 경기당 3회까지 허용했는데, 앞으로는 정규이닝 기준으로 한 경기에 2차례만 가능하다. 다만 연장전에 들어갈 경우 1회가 추가된다.
- 투수의 이닝 교대와 투수 교체 시 횟수를 제한했던 준비 투구수는 이닝 교대 시간(2분) 및 투수 교체 시간(2분 20초)에 한해 제한을 두지 않기로 하고, 해당 제한 시간 안에 반드시 준비 투구를 종료해야 한다.
- 주자가 없을 때 투수가 12초 이내에 투구하지 않을 경우 주심은 첫 번째는 경고, 두 번째부터는 볼 판정과 함께 벌금 20만원을 부과해야 한다.
- KBO는 구단 관계자 그리고 코칭스태프와 선수를 대상으로 하는 부정방지 교육을 의무화하고 교육 이수 시 인증해주는 제도를 도입하기로 했다.
- 클린 베이스볼 홈페이지와 애플리케이션을 고도화해 승부조작 및 부정행위에 대한 제보를 활성화하고 선수단 전체에게 불법 도박 및 무분별한 SNS 활동에 대해 정확한 정보를 전달하는 등 부정방지 교육을 강화하기로 했다.
- 품위손상 행위에 대해서는 구단의 신고를 의무화하도록 하고 품위손상 행위뿐만 아니라 경기 중 그라운드 내에서 벌어지는 비신사적인 행위에 대해서도 전례와 관계없이 강력히 제재하기로 했다.
- KBO 리그는 물론 아마야구까지 포함해 품위손상 또는 부정 행위 전력이 있는 자가 KBO 선수 및 지도자로 등록하고자 할 경우 심의를 강화할 방침이다.
- KBO와 각 구단에는 클린베이스볼 전담반을 운영해 소통과 정보 교환을 강화하고 문제 발생 시 신속히 대처할 수 있도록 할 방침이다.
- 클린 베이스볼 실현을 위해 법률, 금융, 수사 전문가 등 3명으로 구성됐던 조사 위원회를 4명으로 인원을 확대하고 규약 위반사항 및 품위 손상 행위에 대해 필요 시 형사처벌과 관계없이 조사하고 제재할 수 있도록 했다.
- 후반기(7월 17일)부터 연장전에 한해 비디오 판독을 1회 추가 사용할 수 있다.

## 구단별 캐치프레이즈(슬로건)
- KIA 타이거즈 : 동행_Always KIA TIGERS
- 두산 베어스 : WINNING TEAM DOOSAN! 2018!
- 롯데 자이언츠 : 도전 2018
- NC 다이노스 : 2018 가슴 뛰는 여정 : 항해
- SK 와이번스 : Rise Up Together!
- LG 트윈스 : 꿈은 이루어진다
- 넥센 히어로즈 : 2018 WIN THE CHAMPIONSHIP HEROES
- 한화 이글스 : Break the Frame! 판을 흔들어라!
- 삼성 라이온즈 : NEW BLUE! NEW LIONS!
- KT 위즈 : 하이파이브! 승리의 kt wiz

## 선수 이동

### 시즌 전
- 2018년 신인지명 선수
  - KIA 타이거즈 : 한준수, 김유신, 하준영, 이원빈, 오정환, 윤희영, 김승범, 백미카엘, 문장은, 윤중현, 박희주
  - 두산 베어스 : 곽빈, 박신지, 정철원, 김민규, 전민재, 배창현, 이승민, 박성모, 신현수, 정우석, 권민석
  - 롯데 자이언츠 : 한동희, 이승헌, 정성종, 김도규, 김동우, 김현, 이호연, 최하늘, 박지호, 정보근, 장두성
  - NC 다이노스 : 김시훈, 김형준, 오영수, 김철호, 김재균, 신민혁, 공수빈, 최보성, 김영규, 이승헌, 이인혁
  - SK 와이번스 : 김정우, 조성훈, 최민준, 유호식, 최준우, 전경원, 이채호, 최경태, 강동권, 이희재, 송현제[1]
  - LG 트윈스 : 김영준, 성동현, 이재원, 최현준, 조선명, 이강욱, 김의준, 송찬의, 이나현, 최우혁, 문성주
  - 넥센 히어로즈 : 안우진, 김선기, 예진원, 추재현, 배현호, 김수환, 신효승, 조병규, 이재승, 조재건, 정동욱
  - 한화 이글스 : 성시헌, 이승관, 박주홍, 정은원, 이원석, 임지훈, 이성원, 김민기, 양경민, 정문근, 김진욱
  - 삼성 라이온즈 : 최채흥, 양창섭, 김태우, 김용하, 이태훈, 윤정빈, 김윤수, 박용민, 공민규, 서주원, 맹성주
  - KT 위즈 : 김민, 강백호, 최건, 박재영, 고명성, 윤강찬, 신병률, 백선기, 박주현, 이창엽, 조대현

- 독립야구단 영입 선수
  - 이효준 : 저니맨 외인구단 → NC 다이노스
  - 이재영 : 파주 챌린저스 → 넥센 히어로즈

- 독립야구단 이적 선수
  - 안규영 : 두산 베어스 → 고치 파이팅독스
  - 김웅 : 롯데 자이언츠 → 고치 파이팅독스
  - 최민섭 : 넥센 히어로즈 → 고치 파이팅독스
  - 이상학 : 삼성 라이온즈 → 고치 파이팅독스
  - 정형식 : 삼성 라이온즈 → 고치 파이팅독스
  - 김제성 : SK 와이번스 → 고양 위너스
  - 구자형 : 넥센 히어로즈 → 고양 위너스
  - 길나온 : 넥센 히어로즈 → 고양 위너스
  - 한승민 : 넥센 히어로즈 → 고양 위너스
  - 우동균 : 삼성 라이온즈 → 가가와 올리브 가이너즈

- 2차 드래프트 영입선수[2]

《1라운드》
- 조현우 : 롯데 자이언츠 → KT 위즈
- 이성곤 : 두산 베어스 → 삼성 라이온즈
- 문동욱 : 롯데 자이언츠 → 한화 이글스
- 이진석 : SK 와이번스 → LG 트윈스
- 강지광 : 넥센 히어로즈 → SK 와이번스[3]
- 유원상 : LG 트윈스 → NC 다이노스
- 고효준 : KIA 타이거즈 → 롯데 자이언츠
- 최대성 : KT 위즈 → 두산 베어스
- 최정용 : SK 와이번스 → KIA 타이거즈

《2라운드》
- 금민철 : 넥센 히어로즈 → KT 위즈
- 손주인 : LG 트윈스 → 삼성 라이온즈
- 백창수 : LG 트윈스 → 한화 이글스
- 장시윤 : 넥센 히어로즈 → LG 트윈스
- 김주온 : 삼성 라이온즈 → SK 와이번스
- 김건태 : 넥센 히어로즈 → NC 다이노스
- 이병규 : LG 트윈스 → 롯데 자이언츠
- 김도현 : SK 와이번스 → 두산 베어스
- 황윤호 : NC 다이노스 → KIA 타이거즈

《3라운드》
- 김용주 : 한화 이글스 → KT 위즈
- 박세웅 : SK 와이번스 → 삼성 라이온즈
- 김지수 : 롯데 자이언츠 → 한화 이글스
- 신민재 : 두산 베어스 → LG 트윈스
- 허도환 : 한화 이글스 → SK 와이번스
- 박진우 : 두산 베어스 → NC 다이노스[4]
- 오현택 : 두산 베어스 → 롯데 자이언츠
- 유민상 : KT 위즈 → KIA 타이거즈

- FA 잔류 선수
  - 임창용 : KIA 타이거즈 (FA 대상이었지만 본인이 신청 거절)
  - 이용규 : 한화 이글스 (FA 대상이었지만 본인이 신청 거절)
  - 김성배 : 두산 베어스 (FA 대상이었지만 본인이 신청 거절)
  - 문규현 : 롯데 자이언츠 (총액 2+1년 10억)
  - 권오준 : 삼성 라이온즈 (총액 2년 6억)
  - 손아섭 : 롯데 자이언츠 (총액 4년 98억)
  - 정의윤 : SK 와이번스 (총액 4년 29억)
  - 손시헌 : NC 다이노스 (총액 2년 15억)
  - 이종욱 : NC 다이노스 (총액 1년 5억)
  - 지석훈 : NC 다이노스 (총액 2년 6억)
  - 박정진 : 한화 이글스 (총액 2년 7.5억)
  - 김승회 : 두산 베어스 (총액 1+1년 3억)
  - 김주찬 : KIA 타이거즈 (총액 2+1년 27억)
  - 정근우 : 한화 이글스 (총액 2+1년 35억)
  - 이대형 : KT 위즈 (총액 2년 4억)
  - 안영명 : 한화 이글스 (총액 2년 12억)

- FA 이적 선수
  - 강민호 : 롯데 자이언츠 → 삼성 라이온즈 (총액 4년 80억)
  - 민병헌 : 두산 베어스 → 롯데 자이언츠 (총액 4년 80억)
  - 채태인 : 넥센 히어로즈 → 롯데 자이언츠 (총액 1+1년 10억)[5]
  - 최준석 : 롯데 자이언츠 → NC 다이노스 (총액 1년 5,500만원)[6]

- FA 영입에 따른 보상 선수 이적 선수
  - 조무근 : KT 위즈 → 롯데 자이언츠 (황재균의 보상선수 자격으로 이적)
  - 나원탁 : 삼성 라이온즈 → 롯데 자이언츠 (강민호의 보상선수 자격으로 이적)
  - 백민기 : 롯데 자이언츠 → 두산 베어스 (민병헌의 보상선수 자격으로 이적)
  - 유재유 : LG 트윈스 → 두산 베어스 (김현수의 보상선수 자격으로 이적)

- 군 입대 선수

《상무 야구단 입단 선수》
- KIA 타이거즈 : 남재현, 박진태, 이정훈, 최정용
- 롯데 자이언츠 : 강동호, 김유영, 김재유
- NC 다이노스 : 임정호, 김준완
- SK 와이번스 : 김정빈, 김찬호
- 넥센 히어로즈 : 김웅빈
- 한화 이글스 : 박상언
- KT 위즈 : 이재근

《경찰 야구단 입단 선수》
- KIA 타이거즈 : 고장혁, 김명찬, 김호령, 이진영
- 두산 베어스 : 서예일, 전용훈
- 롯데 자이언츠 : 김민수
- NC 다이노스 : 김진호, 김태군, 김태현
- LG 트윈스 : 박재욱, 천원석, 최재원
- 넥센 히어로즈 : 송우현
- 한화 이글스 : 김주현
- 삼성 라이온즈 : 김성한, 이성규, 임대한
- KT 위즈 : 조병욱, 한승지

- 방출(보류 선수 제외) 선수
  - KIA 타이거즈 : 배힘찬
  - 두산 베어스 : 김성배, 고원준, 백진우, 이용호, 이정호, 이찬기, 정인석, 정진철, 조승수, 진야곱, 홍영현
  - 롯데 자이언츠 : 김주현, 김영일, 김웅, 김재열, 박종윤, 안태경, 이성민
  - NC 다이노스 : 김태우, 박민석, 박세웅
  - SK 와이번스 : 김두환, 남지훈, 이경재, 이석재, 오수호, 임치영, 조성우, 조우형, 허웅
  - LG 트윈스 : 송윤준, 신승현, 유경국, 이창호, 장진용
  - 넥센 히어로즈 : 김홍빈, 김민준, 김윤환, 박승주, 박종윤, 안정훈, 유재훈, 정용준
  - 한화 이글스 : 김경언, 김기현, 김병근, 김원석, 정대훈, 박성호, 신세진, 이성진
  - 삼성 라이온즈 : 김현우, 문선엽, 박민규, 성의준
  - KT 위즈 : 김동은, 신현철, 안정광, 채선관, 최원재

- 방출 후 이적 선수
  - 이정담 : SK 와이번스 → 롯데 자이언츠
  - 윤여운 : LG 트윈스 → NC 다이노스
  - 김성호 : 롯데 자이언츠 → SK 와이번스
  - 김민하 : 롯데 자이언츠 → 한화 이글스
  - 김진형 : 두산 베어스 → NC 다이노스
  - 이범준 : LG 트윈스 → NC 다이노스
  - 정성훈 : LG 트윈스 → KIA 타이거즈
  - 오상엽 : LG 트윈스 → KIA 타이거즈
  - 홍유상 : 삼성 라이온즈 → 한화 이글스
  - 이지모 : 롯데 자이언츠 → 두산 베어스
  - 김창혁 : LG 트윈스 → 한화 이글스
  - 김정후 : SK 와이번스 → 두산 베어스

- 트레이드 영입 선수
  - 이영욱 : 삼성 라이온즈 → KIA 타이거즈 (한기주와 1:1 트레이드)
  - 한기주 : KIA 타이거즈 → 삼성 라이온즈 (이영욱과 1:1 트레이드)
  - 채태인[7] : 넥센 히어로즈 → 롯데 자이언츠 (박성민과 1:1 트레이드)
  - 박성민 : 롯데 자이언츠 → 넥센 히어로즈 (채태인과 1:1 트레이드)
  - 최준석[7] : 롯데 자이언츠 → NC 다이노스 (무상 트레이드)
  - 정범모 : 한화 이글스 → NC 다이노스 (윤호솔과 1:1 트레이드)
  - 윤호솔 : NC 다이노스 → 한화 이글스 (정범모와 1:1 트레이드)

- 은퇴 선수
  - 이호준 : NC 다이노스 → 은퇴 (NC 다이노스 코치)
  - 이승엽 : 삼성 라이온즈 → 은퇴 (KBO 홍보대사)
  - 김연훈 : KT 위즈 → 은퇴 (KT 위즈 2군 작전/주루코치)
  - 윤요섭 : KT 위즈 → 은퇴 (KT 위즈 잔류군 야수코치)
  - 황목치승 : LG 트윈스 → 은퇴 (개인 사업)
  - 차일목 : 한화 이글스 → 은퇴 (한화 이글스 재활군 코치)
  - 조인성 : 한화 이글스 → 은퇴 (두산 베어스 배터리코치)
  - 정재훈 : 두산 베어스 → 은퇴 (두산 베어스 2군 투수코치)
  - 최경철 : 삼성 라이온즈 → 은퇴 (SK 와이번스 2군 전력분석원)
  - 이양기 : 한화 이글스 → 은퇴 (한화 이글스 1군 타격보조코치)
  - 정현석 : 한화 이글스 → 은퇴 (한화 이글스 육성군 타격코치)
  - 정대현 : 롯데 자이언츠 → 은퇴 (동의대학교 투수코치)
  - 강영식 : 롯데 자이언츠 → 은퇴 (경찰 야구단 투수코치)
  - 나성용 : 삼성 라이온즈 → 은퇴 (경찰 야구단 배터리코치)
  - 황덕균 : 넥센 히어로즈 → 은퇴
  - 김정혁 : 삼성 라이온즈 → 은퇴 (삼성 라이온즈 전력분석원)
  - 이상훈 : KT 위즈 → 은퇴 (한화 이글스 기록원)
  - 조영훈 : NC 다이노스 → 은퇴 (NC 다이노스 전력분석원)
  - 김광수 : KIA 타이거즈 → 은퇴
  - 박윤 : 넥센 히어로즈 → 은퇴
  - 이우민 : 롯데 자이언츠 → 은퇴[8]
  - 정규식 : LG 트윈스 → 은퇴 (성남 블루팬더스 불펜코치)
  - 김종호 : NC 다이노스 → 은퇴 (대구 중구 애플스 리틀 야구단 인스트럭터)

- 해외 진출 선수
  - 윌린 로사리오 : 한화 이글스 → 한신 타이거스 (총액 2년 750만 달러)
  - 데이비드 허프 : LG 트윈스 → 도쿄 야쿠르트 스왈로스 (총액 1년 130만 달러)
  - 알렉시 오간도 : 한화 이글스 → 클리블랜드 인디언스[9]
  - 조니 모넬 : KT 위즈 → 탬파베이 레이스[10]
  - 돈 로치 : KT 위즈 → 시카고 화이트삭스[10]
  - 닉 애디튼 : 롯데 자이언츠 → 중신 브라더스

- 신규 영입 외국인 선수
  - 두산 베어스 : 지미 파레디스, 세스 프랭코프, 조쉬 린드블럼[11]
  - 롯데 자이언츠 : 펠릭스 듀브론트
  - NC 다이노스 : 로건 베렛, 왕웨이중
  - SK 와이번스 : 앙헬 산체스
  - LG 트윈스 : 타일러 윌슨, 아도니스 가르시아
  - 넥센 히어로즈 : 에스밀 로저스
  - 한화 이글스 : 키버스 샘슨, 제이슨 휠러, 제러드 호잉
  - 삼성 라이온즈 : 팀 아델만, 리살베르토 보니야
  - KT 위즈 : 더스틴 니퍼트[12]

- 재계약 성공 외국인 선수
  - KIA 타이거즈 : 엑토르 노에시, 로저 버나디나, 팻 딘
  - 롯데 자이언츠 : 브룩스 레일리, 앤디 번즈
  - NC 다이노스 : 재비어 스크러그스
  - SK 와이번스 : 메릴 켈리, 제이미 로맥
  - LG 트윈스 : 헨리 소사
  - 넥센 히어로즈 : 제이크 브리검, 마이클 초이스
  - 삼성 라이온즈 : 다린 러프
  - KT 위즈 : 라이언 피어밴드, 멜 로하스 주니어

- 재계약 포기 외국인 선수
  - 두산 베어스 : 마이클 보우덴, 닉 에번스, 더스틴 니퍼트[12]
  - 롯데 자이언츠 : 조쉬 린드블럼[11]
  - NC 다이노스 : 에릭 해커, 제프 맨쉽
  - SK 와이번스 : 스캇 다이아몬드
  - LG 트윈스 : 데이비드 허프
  - 넥센 히어로즈 : 앤디 밴 헤켄
  - 한화 이글스 : 알렉시 오간도, 카를로스 비야누에바
  - 삼성 라이온즈 : 앤서니 레나도, 재크 페트릭
  - KT 위즈 : 돈 로치

- 국내 복귀 선수
  - 황재균 : 샌프란시스코 자이언츠 → KT 위즈 (총액 4년 88억)
  - 박병호 : 미네소타 트윈스 → 넥센 히어로즈 (총액 1년 15억)
  - 김현수 : 필라델피아 필리스 → LG 트윈스 (총액 4년 115억)
  - 고창성 : 시드니 블루삭스 → KT 위즈

### 시즌 중
- 독립야구단 영입 선수

없음
- 독립야구단 이적 선수
  - 김원석 : 한화 이글스 → 연천 미라클
  - 김경언 : 한화 이글스 → 질롱 캣츠
  - 양훈 : 넥센 히어로즈 → 고양 위너스

- 방출(계약해지) 선수
  - SK 와이번스 : 김대유, 이윤재, 임준혁, 허건엽
  - 두산 베어스 : 김정후
  - 한화 이글스 : 장민석, 엄태용, 김혁민, 강승현, 안승민, 김지훈, 이주형, 오흥진, 김강래, 김명서, 송주호, 채기영, 박정진, 배영수
  - 넥센 히어로즈 : 김태완, 안현석, 김상훈, 김영광, 박정준, 신철언, 이재영, 김한솔, 홍성갑
  - KIA 타이거즈 : 김지성, 손영민, 신종길, 최병연, 김종훈, 이윤학, 정윤환, 윤희영, 박희주, 권유식, 박효일, 오상엽, 김성민, 이영욱, 이호신, 김다원, 임창용
  - 삼성 라이온즈 : 김기태, 황수범, 안규현, 안성무, 김동호, 이은형, 조동찬, 최원제, 정병곤, 곽병선, 김영한, 정두산, 백상원
  - 롯데 자이언츠 : 고성우, 김호준, 신원재, 양형진, 이정담, 임종혁, 임지유, 박지호, 박휘성, 박헌도, 조정훈
  - LG 트윈스 : 전인환, 배민관, 오세민, 진재혁, 조학진, 김광수, 이창율, 강병의, 전호영, 최현성, 김해현
  - kt 위즈 : 김동욱, 오정복, 김사율, 김지열, 한두솔, 고창성, 이지찬
  - NC 다이노스 : 홍지운, 박으뜸, 조평호, 심규범, 강구성, 김종민, 윤병호, 최준석

- 방출 후 이적 선수
  - 이재곤 : 롯데 자이언츠 → kt 위즈
  - 정재원 : 한화 이글스 → SK 와이번스
  - 배영섭 : 삼성 라이온즈 → SK 와이번스
  - 박근홍 : 삼성 라이온즈 → 롯데 자이언츠
  - 윤지웅 : LG 트윈스 → NC 다이노스

- 은퇴 선수
  - 이동걸 : 한화 이글스 → 은퇴
  - 조동화 : SK 와이번스 → 은퇴 (SK 와이번스 2군 작전/주루코치)
  - 이정민 : 롯데 자이언츠 → 은퇴 (롯데 자이언츠 잔류군 투수코치)
  - 봉중근 : LG 트윈스 → 은퇴 (KBS N 스포츠 야구 해설위원)
  - 이대수 : SK 와이번스 → 은퇴 (SK 와이번스 잔류군 코치)
  - 이진영 : kt 위즈 → 은퇴
  - 이종욱 : NC 다이노스 → 은퇴 (NC 다이노스 코치)
  - 임훈 : LG 트윈스 → 은퇴 (LG 트윈스 2군 코치)
  - 곽정철 : KIA 타이거즈 → 은퇴 (KIA 타이거즈 2군 코치)

- 트레이드 영입 선수
  - 이창진 : kt 위즈 → KIA 타이거즈 (오준혁과 1:1 트레이드)
  - 오준혁 : KIA 타이거즈 → kt 위즈 (이창진과 1:1 트레이드)
  - 윤수호 : NC 다이노스 → 두산 베어스 (이우성과 1:1 트레이드)
  - 이우성 : 두산 베어스 → NC 다이노스 (윤수호와 1:1 트레이드)
  - 강승호 : LG 트윈스 → SK 와이번스 (문광은과 1:1 트레이드)
  - 문광은 : SK 와이번스 → LG 트윈스 (강승호와 1:1 트레이드)

- 방출 외국인 선수
  - 두산 베어스 : 지미 파레디스 (사유 : 성적 부진), 스캇 반 슬라이크 (사유 : 성적 부진 및 허리 부상)
  - 넥센 히어로즈 : 에스밀 로저스 (사유 : 손가락 부상), 마이클 초이스 (사유 : 성적 부진)
  - 한화 이글스 : 제이슨 휠러 (사유 : 성적 부진)
  - 롯데 자이언츠 : 펠릭스 듀브론트 (사유 : 성적 부진)

- 신규 영입 외국인 선수
  - 두산 베어스 : 스캇 반 슬라이크
  - 넥센 히어로즈 : 에릭 해커, 제리 샌즈
  - 한화 이글스 : 데이비드 헤일

- 해외 진출 선수
  - 앤디 밴 헤켄 : 넥센 히어로즈 → 뉴브리튼 비스
  - 강화영 : 연천 미라클 → 질롱 코리아
  - 길나온 : 고양 위너스 → 질롱 코리아
  - 김병근 : 한화 이글스 → 질롱 코리아
  - 김승훈 : LG 트윈스 → 질롱 코리아
  - 김진우 : KIA 타이거즈 → 질롱 코리아
  - 류기훈 : 고양 위너스 → 질롱 코리아
  - 박지웅 : LG 트윈스 → 질롱 코리아
  - 박휘연 : 성남 블루팬더스 → 질롱 코리아
  - 배진선 : 의정부 신한대학교 피닉스 → 질롱 코리아
  - 서지호 : 저니맨 외인구단 → 질롱 코리아
  - 신승원 : 연천 미라클 → 질롱 코리아
  - 이용욱 : 삼성 라이온즈 → 질롱 코리아
  - 이재곤 : kt 위즈 → 질롱 코리아
  - 임태준 : SK 와이번스 → 질롱 코리아
  - 장민도 : 고양 위너스 → 질롱 코리아
  - 장진용 : LG 트윈스 → 질롱 코리아
  - 조한결 : 성남 블루팬더스 → 질롱 코리아

- 2019년 신인지명 선수
  - SK 와이번스 : 백승건, 김창평, 하재훈, 최재성, 허민혁, 김성민, 최경모, 서상준, 채현우, 전진우, 최륜기[13]
  - 두산 베어스 : 김대한, 전창민, 송승환, 이교훈, 이재민, 김태근, 정현욱, 최현준, 김문수, 전형근, 추종민
  - 한화 이글스 : 변우혁, 노시환, 유장혁, 정이황, 김이환, 김현민, 오동욱, 김민석, 조한민, 허관회, 박윤철
  - 키움 히어로즈 : 박주성, 윤정현, 조영건, 주성원, 김인범, 이명기, 박준형, 조범준, 김신회, 정현민, 김주형
  - KIA 타이거즈 : 김기훈, 홍원빈, 장지수, 이태규, 양승철, 오선우, 박수용, 김민수, 김창용, 이호현, 나용기
  - 삼성 라이온즈 : 원태인, 이학주, 김도환, 양우현, 이병헌, 오상민, 김준우, 서장민, 이해승, 박승규, 김연준
  - 롯데 자이언츠 : 서준원, 고승민, 강민성, 김현수, 박진, 박영완, 김동규, 김현우, 오영욱, 김민수, 신용수
  - LG 트윈스 : 이정용, 이상영, 정우영, 문보경, 강정현, 남호, 구본혁, 김성진, 임준형, 이지강, 한선태
  - kt 위즈 : 전용주, 이대은, 이정훈, 손동현, 이상동, 박민석, 강민성, 이선우, 고성민, 박준호, 지강혁
  - NC 다이노스 : 박수현, 송명기, 전사민, 최재익, 배민서, 김범준, 하준수, 최정원, 박지한, 서호철, 노시훈

## 시범 경기
- 기간 : 3월 13일 ~ 3월 21일

| 순위 | 구단          | 경기 | 승 | 무 | 패 | 승률  | 연속 | 게임차 |
| ---- | ------------- | ---- | -- | -- | -- | ----- | ---- | ------ |
| 1위  | KT 위즈       | 6    | 5  | 0  | 1  | 0.833 | 2승  | 0.0    |
| 2위  | KIA 타이거즈  | 5    | 4  | 0  | 1  | 0.800 | 3승  | 0.5    |
| 2위  | SK 와이번스   | 6    | 4  | 1  | 1  | 0.800 | 1패  | 0.5    |
| 4위  | LG 트윈스     | 7    | 4  | 0  | 3  | 0.571 | 1패  | 1.5    |
| 5위  | 두산 베어스   | 6    | 3  | 0  | 3  | 0.500 | 1승  | 2.0    |
| 5위  | 한화 이글스   | 6    | 3  | 0  | 3  | 0.500 | 1패  | 2.0    |
| 7위  | 롯데 자이언츠 | 5    | 2  | 0  | 3  | 0.400 | 1패  | 2.5    |
| 8위  | 넥센 히어로즈 | 7    | 2  | 1  | 4  | 0.333 | 1승  | 3.0    |
| 9위  | NC 다이노스   | 6    | 1  | 0  | 5  | 0.167 | 3패  | 4.0    |
| 9위  | 삼성 라이온즈 | 6    | 1  | 0  | 5  | 0.167 | 1승  | 4.0    |

## 정규 리그
- 기간 : 3월 24일 ~ 9월 30일
- 잔여 경기기간 : 10월 2일 ~ 10월 14일

개막 경기는 2016년도 순위를 기준으로 상위 팀들의 경기장인 잠실(삼성:두산), 마산(LG:NC), 고척(한화:넥센), 광주(KT:KIA), 문학(롯데:SK) 등 5개 구장에서 2연전으로 펼쳐진다.
이번 KBO 리그에서 경우의 수가 발생했는데 단 이미 포스트시즌 확정이 된 넥센 히어로즈와 한화 이글스였다. 일단 넥센 히어로즈가 최종전에서 삼성 라이온즈를 무조건 이겨놓고, 대전야구장에서 한화 이글스가 NC 다이노스에게 패하는 유일한 경우의 수였다. 그러나 넥센 히어로즈가 5:12로 대패했기 때문에 의미가 사라졌다. 한편 한화 이글스는 10대8로 이겼다. 그리고 한화 이글스는 오랜만에 비로소 KBO 포스트시즌에 진출했다.

### 팀 순위
- SK 와이번스는 정규시즌 2위였으나 한국시리즈에서 승리하여 최종 우승을 했고, 반면 두산 베어스는 정규시즌 우승을 하였으나 한국시리즈에서 패배하여 최종 2위로 내려앉었다.

| 순위 | 구단          | 경기 | 승 | 무 | 패 | 승률  | 연속 | 게임차 | 포스트시즌             |
| ---- | ------------- | ---- | -- | -- | -- | ----- | ---- | ------ | ---------------------- |
| 1    | 두산 베어스   | 144  | 93 | 0  | 51 | 0.646 | 1승  | 0.0    | 한국시리즈 진출        |
| 2    | SK 와이번스   | 144  | 78 | 1  | 65 | 0.545 | 2패  | 14.5   | 플레이오프 진출        |
| 3    | 한화 이글스   | 144  | 77 | 0  | 67 | 0.535 | 1승  | 16.0   | 준플레이오프 진출      |
| 4    | 넥센 히어로즈 | 144  | 75 | 0  | 69 | 0.521 | 1패  | 18.0   | 와일드카드 결정전 진출 |
| 5    | KIA 타이거즈  | 144  | 70 | 0  | 74 | 0.486 | 1패  | 23.0   | 와일드카드 결정전 진출 |
| 6    | 삼성 라이온즈 | 144  | 68 | 4  | 72 | 0.486 | 2승  | 23.0   | 진출 실패              |
| 7    | 롯데 자이언츠 | 144  | 68 | 2  | 74 | 0.479 | 1패  | 24.0   | 진출 실패              |
| 8    | LG 트윈스     | 144  | 68 | 1  | 75 | 0.476 | 2승  | 24.5   | 진출 실패              |
| 9    | KT 위즈       | 144  | 59 | 3  | 82 | 0.418 | 1패  | 32.5   | 진출 실패              |
| 10   | NC 다이노스   | 144  | 58 | 1  | 85 | 0.406 | 3패  | 34.5   | 진출 실패              |

### 통계

#### 타자 TOP
| 부문        | 선수                   | 기록  |
| ----------- | ---------------------- | ----- |
| 타율(AVG)   | 김현수 (LG 트윈스)     | 0.362 |
| 홈런(HR)    | 김재환 (두산 베어스)   | 44    |
| 타점(RBI)   | 김재환 (두산 베어스)   | 133   |
| 득점(R)     | 전준우 (롯데 자이언츠) | 118   |
| 안타(H)     | 전준우 (롯데 자이언츠) | 190   |
| 출루율(OBP) | 박병호 (넥센 히어로즈) | 0.457 |
| 장타율(SLG) | 박병호 (넥센 히어로즈) | 0.718 |
| 도루(SB)    | 박해민 (삼성 라이온즈) | 36    |

#### 투수 TOP
| 부문          | 선수                        | 기록  |
| ------------- | --------------------------- | ----- |
| 승리(W)       | 세스 프랭코프 (두산 베어스) | 18    |
| 평균자책(ERA) | 조쉬 린드블럼 (두산 베어스) | 2.88  |
| 탈삼진(SO)    | 키버스 샘슨 (한화 이글스)   | 195   |
| 세이브(SV)    | 정우람 (한화 이글스)        | 35    |
| 홀드(HLD)     | 오현택 (롯데 자이언츠)      | 25    |
| 승률(WPCT)    | 세스 프랭코프 (두산 베어스) | 0.857 |

### 시즌 1호 기록
- 1호 안타 : 한화 이글스 송광민
- 1호 볼넷 : 롯데 자이언츠 손아섭
- 1호 사사구 : SK 와이번스 메릴 켈리
- 1호 도루 : SK 와이번스 정진기
- 1호 도루저지 : LG 트윈스 유강남
- 1호 타점 : 한화 이글스 하주석
- 1호 득점 : 롯데 자이언츠 손아섭
- 1호 홈런 : KT 위즈 강백호
- 1호 끝내기 : 넥센 히어로즈 김재현
- 1호 실책 : SK 와이번스 정진기
- 1호 폭투 : 롯데 자이언츠 펠릭스 듀브론트
- 1호 병살타 : LG 트윈스 박용택
- 1호 삼진투수 : 넥센 히어로즈 에스밀 로저스
- 1호 피삼진타자 : 한화 이글스 이용규
- 1호 비디오판독 : 삼성 라이온즈 강한울
- 1호 승리투수 : NC 다이노스 왕웨이중
- 1호 패전투수 : LG 트윈스 타일러 윌슨
- 1호 무승부투수 : SK 와이번스 정영일, 삼성 라이온즈 한기주
- 1호 홀드 : NC 다이노스 김진성, 강윤구
- 1호 세이브 : NC 다이노스 원종현

### 개인 달성 기록

#### 3월
- 윤성환(삼성 라이온즈)은 3월 24일 잠실에서 열린 두산과의 경기에서 역대 19번째 1200탈삼진을 달성하였다.
- 강백호(KT 위즈)는 3월 24일 광주에서 열린 KIA와의 경기에서 역대 1번째 고졸 신인 개막전 데뷔 첫 타석 홈런, 역대 6번째 신인 개막전 홈런, 역대 2번째 신인 개막전 데뷔 첫 타석 홈런을 달성하였다.
- 장원준(두산 베어스)은 3월 25일 잠실에서 열린 삼성과의 경기에서 역대 10번째 통산 1300탈삼진을 달성하였다.
- 박석민(NC 다이노스)은 3월 25일 마산에서 열린 LG와의 경기에서 역대 30번째 통산 800타점을 달성하였다.
- 김태균(한화 이글스)은 3월 25일 고척에서 열린 넥센과의 경기에서 역대 20번째 통산 6000타수를 달성하였다.
- 안치홍(KIA 타이거즈)은 3월 27일 광주에서 열린 삼성과의 경기에서 역대 8번째 한 이닝 2홈런을 기록하였다.
- 손아섭(롯데 자이언츠)은 3월 28일 잠실에서 열린 두산과의 경기에서 역대 47번째 통산 2000루타를 달성하였다.
- 민병헌(롯데 자이언츠)은 3월 28일 잠실에서 열린 두산과의 경기에서 역대 109번째 통산 1100경기 출장을 달성하였다.
- 최정(SK 와이번스)은 3월 28일 문학에서 열린 KT와의 경기에서 역대 41번째 통산 1400안타를 달성하였다.
- 양창섭(삼성 라이온즈)은 3월 28일 광주에서 열린 KIA와의 경기에서 역대 6번째 고졸 신인 데뷔전 선발 승을 달성하였다.
- 박석민(NC 다이노스)은 3월 29일 마산에서 열린 한화와의 경기에서 역대 20번째 통산 800사사구를 달성하였다.
- 김현수(LG 트윈스)는 3월 29일 고척에서 열린 넥센과의 경기에서 역대 52번째 통산 1300안타를 달성하였다.
- 강민호(삼성 라이온즈)는 3월 29일 광주에서 열린 KIA와의 경기에서 역대 38번째 통산 1500경기 출장을 달성하였다.
- 김현수(LG 트윈스)는 3월 30일 잠실에서 열린 KIA와의 경기에서 역대 33번째 통산 600사구를 달성하였다.
- 이용규(한화 이글스)는 3월 30일 대전에서 열린 SK와의 경기에서 역대 20번째 통산 900득점을 달성하였다.
- 오재원(두산 베어스)은 3월 31일 수원에서 열린 KT와의 경기에서 역대 84번째 통산 1200경기 출장을 달성하였다.
- 김광현(SK 와이번스)은 3월 31일 대전에서 열린 한화와의 경기에서 역대 20번째 통산 110승을 달성하였다.
- 황재균(KT 위즈)은 3월 31일 수원에서 열린 두산과의 경기에서 역대 60번째 통산 1200안타를 달성하였다.

#### 4월
- 이대호(롯데 자이언츠)는 4월 1일 사직에서 열린 NC와의 경기에서 역대 67번째 통산 1300경기 출장을 달성하였다.
- 최정(SK 와이번스)은 4월 1일 대전에서 열린 한화와의 경기에서 역대 52번째 통산 1400경기 출장, 역대 27번째 통산 2500루타를 달성하였다.
- 김현수(LG 트윈스)는 4월 1일 잠실에서 열린 KIA와의 경기에서 역대 48번째 통산 2000루타를 달성하였다.
- 송은범(한화 이글스)은 4월 3일 대전에서 열린 롯데와의 경기에서 역대 45번째 통산 1200이닝을 달성하였다.
- 이용규(한화 이글스)는 4월 4일 대전에서 열린 롯데와의 경기에서 역대 24번째 통산 1600안타를 달성하였다.
- 황재균(KT 위즈)은 4월 4일 고척에서 열린 넥센과의 경기에서 역대 56번째 통산 600타점을 달성하였다.
- 최형우(KIA 타이거즈)는 4월 6일 광주에서 열린 넥센과의 경기에서 역대 68번째 통산 1300경기 출장, 역대 30번째 통산 1500안타를 달성하였다.
- 박용택(LG 트윈스)은 4월 6일 사직에서 열린 롯데와의 경기에서 역대 3번째 통산 3300루타를 달성하였다.
- 임기준(KIA 타이거즈)은 4월 8일 광주에서 열린 넥센과의 경기에서 역대 19번째 최소 투구(1구) 승리 투수를 달성하였다.
- 오지환(LG 트윈스)은 4월 8일 사직에서 열린 롯데와의 경기에서 역대 88번째 통산 500득점을 달성하였다.
- 손아섭(롯데 자이언츠)은 4월 10일 울산에서 열린 넥센과의 경기에서 역대 42번째 통산 1400안타를 달성하였다.
- 강민호(삼성 라이온즈)는 4월 11일 대구에서 열린 두산과의 경기에서 역대 34번째 통산 250번째 2루타를 달성하였다.
- 정근우(한화 이글스)는 4월 12일 대전에서 열린 KIA와의 경기에서 역대 39번째 통산 1500경기 출장을 달성하였다.
- 황재균(KT 위즈)은 4월 12일 마산에서 열린 NC와의 경기에서 역대 85번째 통산 1200경기 출장을 달성하였다.
- 이종욱(NC 다이노스)은 4월 13일 문학에서 열린 SK와의 경기에서 역대 36번째 통산 5000타수를 달성하였다.
- 이택근(넥센 히어로즈)은 4월 14일 고척에서 열린 두산과의 경기에서 역대 37번째 통산 5000타수를 달성하였다.
- 박경수(KT 위즈)는 4월 15일 잠실에서 열린 LG와의 경기에서 역대 82번째 통산 네 자릿수 안타를 달성하였다.
- 이용규(한화 이글스)는 4월 17일 잠실에서 열린 두산과의 경기에서 역대 49번째 통산 2000루타를 달성하였다.
- 채태인(롯데 자이언츠)은 4월 18일 사직에서 열린 삼성과의 경기에서 역대 139번째 통산 네 자릿수 경기 출장을 달성하였다.
- 박한이(삼성 라이온즈)는 4월 18일 사직에서 열린 롯데와의 경기에서 역대 6번째 통산 7000타수, 역대 9번째 통산 350번째 2루타를 달성하였다.
- 양현종(KIA 타이거즈)은 4월 19일 광주에서 열린 LG와의 경기에서 역대 21번째 통산 110승을 달성하였다.
- 차우찬(LG 트윈스)은 4월 19일 광주에서 열린 KIA와의 경기에서 역대 26번째 통산 1100탈삼진을 달성하였다.
- 박석민(NC 다이노스)은 4월 20일 마산에서 열린 LG와의 경기에서 역대 61번째 통산 1200안타를 달성하였다.
- 김상수(삼성 라이온즈)는 4월 20일 대구에서 열린 kt와의 경기에서 역대 140번째 통산 네 자릿수 경기 출장을 달성하였다.
- 손승락(롯데 자이언츠)은 4월 21일 사직에서 열린 SK와의 경기에서 역대 36번째 통산 500경기 출장을 달성하였다.
- 최정(SK 와이번스)은 4월 21일 사직에서 열린 롯데와의 경기에서 역대 6번째 13년 연속 두 자릿수 홈런을 달성하였다.
- 양의지(두산 베어스)는 4월 24일 문학에서 열린 SK와의 경기에서 역대 17번째 한 이닝 2루타 2개를 달성하였다.
- 박석민(NC 다이노스)은 4월 25일 대구에서 열린 삼성과의 경기에서 역대 45번째 통산 700득점을 달성하였다.
- 손아섭(롯데 자이언츠)은 4월 28일 사직에서 열린 한화와의 경기에서 역대 49번째 통산 600사사구를 달성하였다.
- 강민호(삼성 라이온즈)는 4월 28일 LG와의 경기에서 역대 32번째 통산 2300루타를 달성하였다.
- 김재호(두산 베어스)는 4월 29일 마산에서 열린 NC와의 경기에서 역대 110번째 통산 1100경기 출장을 달성하였다.
- 이대호(롯데 자이언츠)는 4월 29일 사직에서 열린 한화와의 경기에서 역대 46번째 통산 700득점을 달성하였다.

#### 5월
- 정진호(두산 베어스)는 5월 1일 잠실에서 열린 kt와의 경기에서 역대 84번째 인사이드 더 파크 홈런을 달성하였다.
- 이대호(롯데 자이언츠)는 5월 2일 사직에서 열린 KIA와의 경기에서 역대 12번째 10년 연속 두 자릿수 홈런, 역대 28번째 통산 2500루타를 달성하였다.
- 배영수(한화 이글스)는 5월 3일 대전에서 열린 LG와의 경기에서 역대 6번째 통산 1400탈삼진을 달성하였다.
- 정우람(한화 이글스)은 5월 3일 대전에서 열린 LG와의 경기에서 역대 5번째 5년 연속 두 자릿수 세이브를 달성하였다.
- 박해민(삼성 라이온즈)은 5월 4일 대구에서 열린 한화와의 경기에서 역대 54번째 5년 연속 두 자릿수 도루를 달성하였다.
- 최준석(NC 다이노스)은 5월 5일 광주에서 열린 KIA와의 경기에서 역대 40번째 통산 1500경기 출장을 달성하였다.
- 유한준(KT 위즈)은 5월 5일 수원에서 열린 넥센과의 경기에서 역대 86번째 통산 1200경기 출장을 달성하였다.
- 양현종(KIA 타이거즈)은 5월 8일 광주에서 열린 두산과의 경기에서 역대 28번째 통산 1500이닝을 달성하였다.
- 이범호(KIA 타이거즈)는 5월 9일 광주에서 열린 두산과의 경기에서 역대 19번째 통산 1900경기 출장을 달성하였다.
- 윤길현(롯데 자이언츠)은 5월 9일 잠실에서 열린 LG와의 경기에서 역대 20번째 통산 600경기 출장을 달성하였다.
- 임창용(KIA 타이거즈)은 5월 10일 광주에서 열린 두산과의 경기에서 역대 7번째 통산 1400탈삼진을 달성하였다.
- 손아섭(롯데 자이언츠)은 5월 10일 잠실에서 열린 LG와의 경기에서 역대 33번째 통산 800득점을 달성하였다.
- 배영수(한화 이글스)는 5월 11일 대전에서 열린 NC와의 경기에서 역대 5번째 통산 2100이닝을 달성하였다.
- 박한이(삼성 라이온즈)는 5월 11일 대구에서 열린 KIA와의 경기에서 역대 11번째 통산 2000경기 출장, 역대 6번째 통산 2000경기-2000안타, 역대 15번째 통산 2900루타를 달성하였다.
- 장원삼(삼성 라이온즈)은 5월 11일 대구에서 열린 KIA와의 경기에서 역대 17번째 통산 120승을 달성하였다.
- 김민성(넥센 히어로즈)은 5월 17일 고척에서 열린 KIA와의 경기에서 역대 81번째 통산 500타점을 달성하였다.
- 박해민(삼성 라이온즈)은 5월 17일 포항에서 열린 LG와의 경기에서 역대 20번째 통산 200도루를 달성하였다.
- 채태인(롯데 자이언츠)은 5월 19일 사직에서 열린 두산과의 경기에서 역대 83번째 통산 네 자릿수 안타를 달성하였다.
- 김현수(LG 트윈스)는 5월 20일 잠실에서 열린 한화와의 경기에서 역대 31번째 통산 500타점, 역대 43번째 통산 150홈런을 달성하였다.
- 김현수(LG 트윈스)는 5월 22일 잠실에서 열린 NC와의 경기에서 역대 47번째 통산 700득점을 달성하였다.
- 강민호(삼성 라이온즈)는 5월 22일 대구에서 열린 롯데와의 경기에서 역대 32번째 통산 800타점, 역대 38번째 통산 5000타수를 달성하였다.
- 나지완(KIA 타이거즈)은 5월 23일 광주에서 열린 KT와의 경기에서 역대 42번째 통산 700타점을 달성하였다.
- 최형우(KIA 타이거즈)는 5월 23일 광주에서 열린 KT와의 경기에서 역대 20번째 통산 2700루타를 달성하였다.
- 손아섭(롯데 자이언츠)은 5월 23일 대구에서 열린 삼성과의 경기에서 역대 57번째 통산 600타점을 달성하였다.
- 한동민(SK 와이번스)은 5월 23일 문학에서 열린 넥센과의 경기에서 역대 5번째 한 경기 4홈런을 달성하였다.
- 이택근(넥센 히어로즈)은 5월 23일 문학에서 열린 SK와의 경기에서 역대 27번째 통산 세 자릿수 사구를 달성하였다.
- 김현수(LG 트윈스)는 5월 24일 잠실에서 열린 NC와의 경기에서 역대 41번째 통산 2100안타를 달성하였다.
- 강민호(삼성 라이온즈)는 5월 24일 대구에서 열린 롯데와의 경기에서 역대 19번째 9년 연속 두 자릿수 홈런을 달성하였다.
- 김주찬(KIA 타이거즈)은 5월 25일 마산에서 열린 NC와의 경기에서 역대 29번째 통산 2500루타를 달성하였다.
- 손아섭(롯데 자이언츠)은 5월 26일 고척에서 열린 넥센과의 경기에서 역대 42번째 통산 2100루타를 달성하였다.
- 차우찬(LG 트윈스)은 5월 26일 수원에서 열린 KT와의 경기에서 역대 37번째 통산 1300이닝을 달성하였다.
- 김태균(한화 이글스)은 5월 26일 문학에서 열린 SK와의 경기에서 역대 10번째 통산 300홈런을 달성하였다.
- 권오준(삼성 라이온즈)은 5월 26일 잠실에서 열린 두산과의 경기에서 역대 37번째 통산 500경기 출장을 달성하였다.
- 손아섭(롯데 자이언츠)은 5월 27일 고척에서 열린 넥센과의 경기에서 역대 36번째 6년 연속 두 자릿수 홈런을 달성하였다.
- 김현수(LG 트윈스)는 5월 29일 사직에서 열린 롯데와의 경기에서 역대 35번째 통산 250번째 2루타를 달성하였다.
- 정근우(한화 이글스)는 5월 29일 대전에서 열린 NC와의 경기에서 역대 33번째 통산 600볼넷을 달성하였다.
- 멜 로하스 주니어(KT 위즈)는 5월 29일 대구에서 열린 삼성과의 경기에서 역대 25번째 사이클링 히트를 달성하였다.
- 박민우(NC 다이노스)는 5월 30일 대전에서 열린 한화와의 경기에서 역대 31번째 리드오프 초구 홈런을 달성하였다.
- 나성범(NC 다이노스)은 5월 30일 대전에서 열린 한화와의 경기에서 역대 36번째 6년 연속 두 자릿수 홈런을 달성하였다.
- 헨리 소사(LG 트윈스)는 5월 30일 사직에서 열린 롯데와의 경기에서 역대 62번째(외국인 투수 3번째) 통산 1100이닝을 달성하였다.
- 이보근(넥센 히어로즈)은 5월 30일 광주에서 열린 KIA와의 경기에서 역대 22번째 3년 연속 두 자릿수 홀드를 달성하였다.
- 김주찬(KIA 타이거즈)은 5월 31일 광주에서 열린 넥센과의 경기에서 역대 30번째 통산 1600경기 출장, 역대 19번째 통산 1700안타를 달성하였다.
- 박석민(NC 다이노스)은 5월 31일 대전에서 열린 한화와의 경기에서 역대 69번째 통산 1300경기 출장을 달성하였다.
- 김광현(SK 와이번스)은 5월 31일 잠실에서 열린 두산과의 경기에서 역대 32번째 통산 1400이닝을 달성하였다.

#### 6월
- 박석민(NC 다이노스)은 6월 1일 마산에서 열린 삼성과의 경기에서 역대 43번째 통산 2100루타를 달성하였다.
- 박병호(넥센 히어로즈)는 6월 1일 잠실에서 열린 LG와의 경기에서 역대 38번째 6년 연속 두 자릿수 홈런을 달성하였다.
- 최정(SK 와이번스)은 6월 2일 문학에서 열린 KT와의 경기에서 역대 34번째 3년 연속 20홈런을 달성하였다.
- 박용택(LG 트윈스)은 6월 2일 잠실에서 열린 넥센과의 경기에서 역대 26번째 통산 200홈런, 역대 1번째 통산 200홈런-300도루를 달성하였다.
- 김민성(넥센 히어로즈)은 6월 2일 잠실에서 열린 LG와의 경기에서 역대 111번째 통산 1100경기 출장을 달성하였다.
- 이용규(한화 이글스)는 6월 2일 사직에서 열린 롯데와의 경기에서 역대 4번째 14년 연속 두 자릿수 도루를 달성하였다.
- 김재환(두산 베어스)은 6월 3일 광주에서 열린 KIA와의 경기에서 역대 82번째 통산 세 자릿수 홈런을 달성하였다.
- 박용택(LG 트윈스)은 6월 3일 잠실에서 열린 넥센과의 경기에서 역대 12번째 통산 2000경기 출장, 역대 7번째 통산 2000경기-2000안타를 달성하였다.
- 안치홍(KIA 타이거즈)은 6월 5일 수원에서 열린 KT와의 경기에서 역대 90번째 통산 500타점을 달성하였다.
- 김주찬(KIA 타이거즈)은 6월 5일 수원에서 열린 KT와의 경기에서 역대 43번째 통산 700타점을 달성하였다.
- 이범호(KIA 타이거즈)는 6월 5일 수원에서 열린 KT와의 경기에서 역대 39번째 6년 연속 두 자릿수 홈런을 달성하였다.
- 한동희(롯데 자이언츠)는 6월 6일 마산에서 열린 NC전에서 역대 25번째 데뷔 시즌 신인 만루 홈런을 달성하였다.
- 윤석민(KT 위즈)은 6월 6일 수원에서 열린 KIA와의 경기에서 역대 56번째 5년 연속 두 자릿수 홈런을 달성하였다.
- 손아섭(롯데 자이언츠)은 6월 7일 마산에서 열린 NC전에서 역대 87번째 통산 1200경기 출장을 달성하였다.
- 이대호(롯데 자이언츠)는 6월 8일 사직에서 열린 KIA와의 경기에서 역대 31번째 통산 1500안타를 달성하였다.
- 박용택(LG 트윈스)은 6월 8일 대구에서 열린 삼성과의 경기에서 역대 2번째 통산 2300안타를 달성하였다.
- 강백호(KT 위즈)는 6월 8일 수원에서 열린 넥센과의 경기에서 역대 5번째 고졸 신인 두 자릿수 홈런을 달성하였다.
- 박용택(LG 트윈스)은 6월 9일 대구에서 열린 삼성과의 경기에서 역대 3번째 통산 400번째 2루타를 달성하였다.
- 장원삼(삼성 라이온즈)은 6월 9일 대구에서 열린 LG와의 경기에서 역대 20번째 통산 7000타자 상대를 달성하였다.
- 송광민(한화 이글스)은 6월 10일 대전에서 열린 SK와의 경기에서 역대 13번째 끝내기 내야 땅볼을 달성하였다.
- 김광현(SK 와이번스)은 6월 12일 광주에서 열린 KIA와의 경기에서 역대 20번째 통산 1200탈삼진을 달성하였다.
- 강민호(삼성 라이온즈)는 6월 12일 사직에서 열린 롯데와의 경기에서 역대 43번째 통산 1400안타를 달성하였다.
- 이대호(롯데 자이언츠)는 6월 13일 사직에서 열린 삼성과의 경기에서 역대 31번째 통산 700사사구를 달성하였다.
- 김현수(LG 트윈스)는 6월 14일 마산에서 열린 NC전에서 역대 88번째 통산 1200경기 출장을 달성하였다.
- 박용택(LG 트윈스)은 6월 14일 마산에서 열린 NC전에서 역대 3번째 통산 3400루타를 달성하였다.
- 민병헌(롯데 자이언츠)은 6월 16일 문학에서 열린 SK와의 경기에서 역대 60번째 통산 600득점을 달성하였다.
- 오지환(LG 트윈스)은 6월 16일 잠실에서 열린 KIA와의 경기에서 역대 141번째 통산 네 자릿수 경기 출장을 달성하였다.
- 헨리 소사(LG 트윈스)는 6월 16일 잠실에서 열린 KIA와의 경기에서 역대 25번째 4년 연속 세 자릿수 탈삼진을 달성하였다.
- 이용규(한화 이글스)는 6월 16일 대전에서 열린 두산과의 경기에서 역대 41번째 통산 1500경기 출장을 달성하였다.
- 전준우(롯데 자이언츠)는 6월 17일 문학에서 열린 SK와의 경기에서 역대 91번째 통산 500득점을 달성하였다.
- 이진영(kt 위즈)은 6월 17일 마산에서 열린 NC전에서 역대 4번째 통산 2100경기 출장을 달성하였다.
- 양의지(두산 베어스)는 6월 19일 잠실에서 열린 넥센과의 경기에서 역대 142번째 통산 네 자릿수 경기 출장을 달성하였다.
- 손승락(롯데 자이언츠)는 6월 19일 수원에서 열린 KT와의 경기에서 역대 2번째 9년 연속 두 자릿수 세이브를 달성하였다.
- 김현수(LG 트윈스)는 6월 19일 청주에서 열린 한화와의 경기에서 역대 12번째 9년 연속 세 자릿수 안타를 달성하였다.
- 윤성환(삼성 라이온즈)은 6월 19일 대구에서 열린 SK와의 경기에서 역대 19번째 통산 1700이닝을 달성하였다.
- 황재균(KT 위즈)은 6월 19일 수원에서 열린 롯데와의 경기에서 역대 48번째 대타 만루 홈런을 달성하였다.
- 김민성(넥센 히어로즈)은 6월 20일 잠실에서 열린 두산과의 경기에서 역대 84번째 통산 네 자릿수 안타를 달성하였다.
- 이성열(한화 이글스)은 6월 20일 청주에서 열린 LG와의 경기에서 역대 83번째 통산 500타점을 달성하였다.
- 박한이(삼성 라이온즈)는 6월 20일 대구에서 열린 SK와의 경기에서 역대 6번째 통산 2100안타를 달성하였다.
- 김상수(삼성 라이온즈)는 6월 20일 대구에서 열린 SK와의 경기에서 역대 92번째 통산 500득점을 달성하였다.
- 손아섭(롯데 자이언츠)은 6월 21일 수원에서 열린 KT와의 경기에서 역대 13번째 9년 연속 세 자릿수 안타를 달성하였다.
- 박기혁(KT 위즈)은 6월 21일 수원에서 열린 롯데와의 경기에서 역대 54번째 통산 1300경기 출장을 달성하였다.
- 유한준(KT 위즈)은 6월 21일 수원에서 열린 롯데와의 경기에서 역대 56번째 5년 연속 두 자릿수 홈런을 달성하였다.
- 정성훈(KIA 타이거즈)은 6월 22일 고척에서 열린 넥센과의 경기에서 역대 9번째 통산 3100루타를 달성하였다.
- 손아섭(롯데 자이언츠)은 6월 22일 잠실에서 열린 LG와의 경기에서 역대 22번째 8년 연속 두 자릿수 도루를 달성하였다.
- 최형우(KIA 타이거즈)는 6월 23일 고척에서 열린 넥센과의 경기에서 역대 9번째 11년 연속 두 자릿수 홈런을 달성하였다.
- 이대호(롯데 자이언츠)는 6월 23일 잠실에서 열린 LG와의 경기에서 역대 7번째 5년 연속 20홈런을 달성하였다.
- 박용택(LG 트윈스)은 6월 23일 잠실에서 열린 롯데와의 경기에서 역대 7번째 통산 1100타점을 달성하였다.
- 정주현(LG 트윈스)은 6월 23일 잠실에서 열린 롯데와의 경기에서 역대 8번째 한 이닝 5타점을 달성하였다.
- 김현수(LG 트윈스)는 6월 23일 잠실에서 열린 롯데와의 경기에서 역대 44번째 통산 1400안타를 달성하였다.
- 오재원(두산 베어스)은 6월 24일 대구에서 열린 삼성과의 경기에서 역대 85번째 통산 네 자릿수 안타를 달성하였다.
- 양현종(KIA 타이거즈)은 6월 27일 문학에서 열린 SK와의 경기에서 역대 11번째 통산 1300탈삼진을 달성하였다.
- 나성범(NC 다이노스)은 6월 28일 마산에서 열린 두산과의 경기에서 역대 66번째 5년 연속 세 자릿수 안타를 달성하였다.
- 이범호(KIA 타이거즈)는 6월 29일 잠실에서 열린 두산과의 경기에서 역대 12번째 통산 3000루타를 달성하였다.
- 김상수(삼성 라이온즈)는 6월 29일 대구에서 열린 넥센과의 경기에서 역대 2번째 동명이인 투수 상대 홈런을 달성하였다.
- 더스틴 니퍼트(KT 위즈)는 6월 29일 수원에서 열린 NC전에서 역대 32번째(외국인 투수 역대 1번째) 통산 네 자릿수 탈삼진, 역대 30번째(외국인 투수 역대 1번째) 통산 세 자릿수 승, 역대 46번째 통산 1200이닝을 달성하였다.
- 이진영(KT 위즈)은 6월 30일 수원에서 열린 NC전에서 역대 13번째 통산 3000루타를 달성하였다.

#### 7월
- 양현종(KIA 타이거즈)은 7월 3일 광주에서 열린 한화와의 경기에서 역대 14번째 5년 연속 세 자릿수 탈삼진을 달성하였다.
- 박용택(LG 트윈스)은 7월 3일 잠실에서 열린 NC와의 경기에서 역대 9번째 10년 연속 세 자릿수 안타를 달성하였다.
- 손아섭(롯데 자이언츠)은 7월 4일 사직에서 열린 두산과의 경기에서 역대 37번째 통산 250번째 2루타를 달성하였다.
- 최정(SK 와이번스)은 7월 4일 고척에서 열린 넥센과의 경기에서 역대 39번째 통산 5000타수를 달성하였다.
- 김태균(한화 이글스)은 7월 4일 광주에서 열린 KIA와의 경기에서 역대 29번째 통산 세 자릿수 사구를 달성하였다.
- 황재균(KT 위즈)은 7월 4일 수원에서 열린 삼성과의 경기에서 역대 36번째 통산 250번째 2루타를 달성하였다.
- 이대호(롯데 자이언츠)는 7월 5일 사직에서 열린 두산과의 경기에서 역대 10번째 10년 연속 세 자릿수 안타를 달성하였다.
- 박해민(삼성 라이온즈)은 7월 5일 수원에서 열린 KT와의 경기에서 역대 12번째 5년 연속 20도루를 달성하였다.
- 박경수(KT 위즈)는 7월 5일 수원에서 열린 삼성과의 경기에서 역대 54번째 통산 1400경기 출장, 역대 84번째 통산 500타점을 달성하였다.
- 황재균(KT 위즈)은 7월 5일 수원에서 열린 삼성과의 경기에서 역대 11번째 10년 연속 두 자릿수 도루를 달성하였다.
- 최형우(KIA 타이거즈)는 7월 7일 광주에서 열린 LG와의 경기에서 역대 6번째 11년 연속 세 자릿수 안타를 달성하였다.
- 최준석(NC 다이노스)은 7월 7일 고척에서 열린 넥센과의 경기에서 역대 27번째 통산 200홈런을 달성하였다.
- 김현수(LG 트윈스)는 7월 7일 광주에서 열린 KIA와의 경기에서 역대 23번째 4년 연속 200루타를 달성하였다.
- 장원준(두산 베어스)은 7월 8일 잠실에서 열린 삼성과의 경기에서 역대 7번째 통산 1900이닝을 달성하였다.
- 최정(SK 와이번스)은 7월 8일 문학에서 열린 한화와의 경기에서 역대 11번째 통산 300홈런을 달성하였다.
- 이택근(넥센 히어로즈)은 7월 8일 고척에서 열린 NC와의 경기에서 역대 33번째 통산 2300루타를 달성하였다.
- 김태균(한화 이글스)은 7월 8일 문학에서 열린 SK와의 경기에서 역대 11번째 통산 2000안타, 역대 3번째 통산 300홈런-2000안타를 달성하였다.
- 강민호(삼성 라이온즈)는 7월 10일 포항에서 열린 롯데와의 경기에서 역대 30번째 통산 2400루타를 달성하였다.
- 전준우(롯데 자이언츠)는 7월 11일 포항에서 열린 삼성과의 경기에서 역대 3번째 두 경기 연속 1회초 선두 타자 홈런을 달성하였다.
- 손아섭(롯데 자이언츠)은 7월 11일 포항에서 열린 삼성과의 경기에서 역대 32번째 통산 1500안타를 달성하였다.
- 최준석(NC 다이노스)은 7월 12일 마산에서 열린 KIA와의 경기에서 역대 32번째 통산 700사사구를 달성하였다.
- 박경수(KT 위즈)는 7월 12일 수원에서 열린 두산과의 경기에서 역대 84번째 통산 500타점을 달성하였다.
- 최정(SK 와이번스)은 7월 17일 문학에서 열린 NC와의 경기에서 역대 7번째 3년 연속 30홈런을 달성하였다.
- 민병헌(롯데 자이언츠)은 7월 18일 잠실에서 열린 두산과의 경기에서 역대 86번째 통산 네 자릿수 안타를 달성하였다.
- 강윤구(NC 다이노스)는 7월 18일 문학에서 열린 SK와의 경기에서 역대 6번째 한 이닝 최소 투구(9구) 3탈삼진을 달성하였다.
- 최정(SK 와이번스)은 7월 18일 문학에서 열린 NC와의 경기에서 역대 21번째 통산 900득점을 달성하였다.
- 유강남(LG 트윈스)은 7월 18일 고척에서 열린 넥센과의 경기에서 역대 50번째 대타 만루 홈런을 달성하였다.
- 이성열(한화 이글스)은 7월 18일 수원에서 열린 KT와의 경기에서 역대 89번째 통산 1200경기 출장을 달성하였다.
- 강민호(삼성 라이온즈)는 7월 18일 광주에서 열린 KIA와의 경기에서 역대 30번째 통산 2400루타를 달성하였다.
- 최형우(KIA 타이거즈)는 7월 19일 광주에서 열린 삼성과의 경기에서 역대 39번째 통산 5000타수를 달성하였다.
- 김현수(LG 트윈스)는 7월 19일 고척에서 열린 넥센과의 경기에서 역대 38번째 통산 2200루타를 달성하였다.
- 박병호(넥센 히어로즈)는 7월 19일 고척에서 열린 LG와의 경기에서 역대 8번째 5년 연속 20홈런을 달성하였다.
- 안치홍(KIA 타이거즈)은 7월 20일 광주에서 열린 KT와의 경기에서 역대 87번째 통산 네 자릿수 안타를 달성하였다.
- 김재환(두산 베어스)은 7월 20일 잠실에서 열린 LG와의 경기에서 역대 8번째 3년 연속 30홈런을 달성하였다.
- 메릴 켈리(SK 와이번스)는 7월 20일 사직에서 열린 롯데와의 경기에서 역대 26번째 4년 연속 세 자릿수 탈삼진을 달성하였다.
- 이택근(넥센 히어로즈)은 7월 20일 마산에서 열린 NC와의 경기에서 역대 31번째 통산 1600경기 출장을 달성하였다.
- 김민성(넥센 히어로즈)은 7월 20일 마산에서 열린 NC와의 경기에서 역대 65번째 통산 200번째 2루타를 달성하였다.
- 손아섭(롯데 자이언츠)은 7월 21일 사직에서 열린 SK와의 경기에서 역대 10번째 6년 연속 200루타를 달성하였다.
- 나지완(KIA 타이거즈)은 7월 22일 광주에서 열린 KT와의 경기에서 역대 33번째 통산 700사사구를 달성하였다.
- 손아섭(롯데 자이언츠)은 7월 22일 사직에서 열린 SK와의 경기에서 역대 39번째 통산 2200루타를 달성하였다.
- 채태인(롯데 자이언츠)은 7월 22일 사직에서 열린 SK와의 경기에서 역대 58번째 통산 600타점을 달성하였다.
- 김강민(SK 와이번스)은 7월 22일 사직에서 열린 롯데와의 경기에서 역대 34번째 1회초 선두 타자 초구 홈런을 달성하였다.
- 이용규(한화 이글스)는 7월 22일 대구에서 열린 삼성과의 경기에서 역대 30번째 통산 세 자릿수 사사구를 달성하였다.
- 박한이(삼성 라이온즈)는 7월 22일 대구에서 열린 한화와의 경기에서 역대 4번째 통산 네 자릿수 볼넷, 역대 2번째 두 경기 연속 끝내기를 달성하였다.
- 황재균(KT 위즈)은 7월 22일 광주에서 열린 KIA와의 경기에서 역대 31번째 7년 연속 세 자릿수 안타를 달성하였다.
- 정근우(한화 이글스)는 7월 24일 대전에서 열린 KIA와의 경기에서 역대 34번째 통산 700사사구를 달성하였다.
- 나지완(KIA 타이거즈)은 7월 25일 대전에서 열린 한화와의 경기에서 역대 90번째 통산 1200경기 출장을 달성하였다.
- 유한준(KT 위즈)은 7월 25일 고척에서 열린 넥센과의 경기에서 역대 62번째 통산 1200안타를 달성하였다.
- 최형우(KIA 타이거즈)는 7월 26일 대전에서 열린 한화와의 경기에서 역대 25번째 통산 1600안타를 달성하였다.
- 이대호(롯데 자이언츠)는 7월 26일 사직에서 열린 NC와의 경기에서 역대 4번째 9년 연속 200루타를 달성하였다.
- 손아섭(롯데 자이언츠)은 7월 26일 사직에서 열린 NC와의 경기에서 역대 36번째 통산 600볼넷을 달성하였다.
- 이원석(삼성 라이온즈)은 7월 26일 잠실에서 열린 LG와의 경기에서 역대 91번째 통산 1200경기 출장을 달성하였다.
- 김재윤(KT 위즈)은 7월 26일 고척에서 열린 넥센과의 경기에서 역대 24번째 3년 연속 두 자릿수 세이브를 달성하였다.
- 김민(KT 위즈)은 7월 27일 수원에서 열린 LG와의 경기에서 역대 7번째 고졸 신인 데뷔전 선발 승을 달성하였다.
- 나지완(KIA 타이거즈)은 7월 28일 대구에서 열린 삼성과의 경기에서 역대 6번째 통산 150사구를 달성하였다.
- 정성훈(KIA 타이거즈)은 7월 28일 대구에서 열린 삼성과의 경기에서 역대 1번째 통산 2200경기 출장을 달성하였다.
- 브룩스 레일리(롯데 자이언츠)는 7월 28일 고척에서 열린 넥센과의 경기에서 역대 27번째 4년 연속 세 자릿수 탈삼진을 달성하였다.
- 민병헌(롯데 자이언츠)은 7월 28일 고척에서 열린 넥센과의 경기에서 역대 57번째 5년 연속 두 자릿수 홈런을 달성하였다.
- 김강민(SK 와이번스)은 7월 28일 마산에서 열린 NC와의 경기에서 역대 75번째 통산 1100안타, 역대 61번째 통산 600득점을 달성하였다.
- 진해수(LG 트윈스)는 7월 28일 수원에서 열린 KT와의 경기에서 역대 24번째 3년 연속 두 자릿수 홀드를 달성하였다.
- 멜 로하스 주니어(KT 위즈)는 7월 28일 수원에서 열린 LG와의 경기에서 역대 6번째 한 경기 좌우 타석 홈런을 달성하였다.
- 최형우(KIA 타이거즈)는 7월 29일 대구에서 열린 삼성과의 경기에서 역대 17번째 통산 2800루타를 달성하였다.
- 강백호(KT 위즈)는 7월 29일 수원에서 열린 LG와의 경기에서 역대 6번째 고졸 신인 데뷔 시즌 세 자릿수 안타를 달성하였다.
- 나성범(NC 다이노스)은 7월 31일 대구에서 열린 삼성과의 경기에서 역대 15번째 5년 연속 200루타를 달성하였다.

#### 8월
- 노진혁(NC 다이노스)은 8월 1일 대구에서 열린 삼성과의 경기에서 역대 35번째 1회초 선두 타자 초구 홈런을 달성하였다.
- 정근우(한화 이글스)는 8월 1일 대전에서 열린 KT와의 경기에서 역대 30번째 통산 2400루타를 달성하였다.
- 황재균(KT 위즈)은 8월 1일 대전에서 열린 한화와의 경기에서 역대 49번째 통산 2000루타를 달성하였다.
- 안치홍(KIA 타이거즈)은 8월 2일 광주에서 열린 롯데와의 경기에서 역대 85번째 통산 500타점을 달성하였다.
- 이대호(롯데 자이언츠)는 8월 2일 광주에서 열린 KIA와의 경기에서 역대 16번째 통산 네 자릿수 타점을 달성하였다.
- 김주찬(KIA 타이거즈)은 8월 4일 광주에서 열린 두산과의 경기에서 역대 67번째 5년 연속 세 자릿수 안타를 달성하였다.
- 양현종(KIA 타이거즈)은 8월 4일 광주에서 열린 두산과의 경기에서 역대 12번째 5년 연속 두 자릿수 승을 달성하였다.
- 김강민(SK 와이번스)은 8월 4일 잠실에서 열린 LG와의 경기에서 역대 86번째 통산 500타점을 달성하였다.
- 라이언 피어밴드(KT 위즈)는 8월 4일 수원에서 열린 넥센과의 경기에서 역대 28번째 4년 연속 세 자릿수 탈삼진을 달성하였다.
- 황재균(KT 위즈)은 8월 5일 수원에서 열린 넥센과의 경기에서 역대 53번째 통산 1300안타를 달성하였다.
- 유희관(두산 베어스)은 8월 7일 잠실에서 열린 한화와의 경기에서 역대 81번째 통산 네 자릿수 이닝을 달성하였다.
- 손승락(롯데 자이언츠)은 8월 7일 울산에서 열린 LG와의 경기에서 역대 3번째 통산 250세이브를 달성하였다.
- 박석민(NC 다이노스)은 8월 7일 마산에서 열린 KT와의 경기에서 역대 10번째 11년 연속 두 자릿수 홈런을 달성하였다.
- 이택근(넥센 히어로즈)은 8월 7일 고척에서 열린 KIA와의 경기에서 역대 26번째 통산 1600안타를 달성하였다.
- 황재균(KT 위즈)은 8월 7일 마산에서 열린 NC와의 경기에서 역대 24번째 4년 연속 200루타를 달성하였다.
- 지석훈(NC 다이노스)은 8월 8일 마산에서 열린 KT와의 경기에서 역대 143번째 통산 네 자릿수 경기 출장을 달성하였다.
- 박병호(넥센 히어로즈)는 8월 8일 고척에서 열린 KIA와의 경기에서 역대 2번째 5년 연속 30홈런을 달성하였다.
- 최형우(KIA 타이거즈)는 8월 9일 광주에서 열린 롯데와의 경기에서 역대 11번째 6년 연속 200루타를 달성하였다.
- 임창용(KIA 타이거즈)은 8월 9일 광주에서 열린 롯데와의 경기에서 역대 21번째 통산 7000타자 상대를 달성하였다.
- 전준우(롯데 자이언츠)는 8월 9일 광주에서 열린 KIA와의 경기에서 역대 83번째 통산 세 자릿수 홈런을 달성하였다.
- 박용택(LG 트윈스)은 8월 9일 잠실에서 열린 삼성과의 경기에서 역대 3번째 통산 1200득점을 달성하였다.
- 박병호(넥센 히어로즈)는 8월 9일 청주에서 열린 한화와의 경기에서 역대 16번째 5년 연속 200루타를 달성하였다.
- 김하성(넥센 히어로즈)은 8월 11일 고척에서 열린 LG와의 경기에서 역대 25번째 4년 연속 200루타를 달성하였다.
- 이범호(KIA 타이거즈)는 8월 12일 문학에서 열린 SK와의 경기에서 역대 8번째 통산 1100타점을 달성하였다.
- 오재원(두산 베어스)은 8월 12일 잠실에서 열린 롯데와의 경기에서 역대 62번째 통산 600득점을 달성하였다.
- 이대호(롯데 자이언츠)는 8월 12일 잠실에서 열린 두산과의 경기에서 역대 55번째 통산 1400경기 출장을 달성하였다.
- 박병호(넥센 히어로즈)는 8월 12일 고척에서 열린 LG와의 경기에서 역대 68번째 5년 연속 세 자릿수 안타를 달성하였다.
- 최형우(KIA 타이거즈)는 8월 14일 광주에서 열린 LG와의 경기에서 역대 9번째 통산 1100타점을 달성하였다.
- 오재일(두산 베어스)은 8월 14일 잠실에서 열린 SK와의 경기에서 역대 84번째 통산 세 자릿수 홈런을 달성하였다.
- 박민우(NC 다이노스)는 8월 14일 수원에서 열린 KT와의 경기에서 역대 55번째 5년 연속 두 자릿수 도루를 달성하였다.
- 강민호(삼성 라이온즈)는 8월 14일 대구에서 열린 넥센과의 경기에서 역대 20번째 4년 연속 20홈런을 달성하였다.
- 심창민(삼성 라이온즈)은 8월 14일 대구에서 열린 넥센과의 경기에서 역대 8번째 6년 연속 50경기 출장을 달성하였다.
- 강백호(KT 위즈)는 8월 14일 수원에서 열린 NC와의 경기에서 역대 50번째 1회말 선두 타자 초구 홈런을 달성하였다.
- 나성범(NC 다이노스)은 8월 15일 수원에서 열린 KT와의 경기에서 역대 9번째 5년 연속 20홈런을 달성하였다.
- 강백호(KT 위즈)는 8월 15일 수원에서 열린 NC와의 경기에서 역대 7번째(고졸 신인 역대 3번째) 데뷔 시즌 20홈런을 달성하였다.
- 최형우(KIA 타이거즈)는 8월 16일 사직에서 열린 롯데와의 경기에서 역대 21번째 통산 700볼넷을 달성하였다.
- 양현종(KIA 타이거즈)은 8월 16일 사직에서 열린 롯데와의 경기에서 역대 24번째 통산 1600이닝을 달성하였다.
- 이재학(NC 다이노스)은 8월 16일 수원에서 열린 KT와의 경기에서 역대 10번째 6년 연속 세 자릿수 탈삼진을 달성하였다.
- 박용택(LG 트윈스)은 8월 16일 문학에서 열린 SK와의 경기에서 역대 7번째 7년 연속 200루타를 달성하였다.
- 차우찬(LG 트윈스)은 8월 16일 문학에서 열린 SK와의 경기에서 역대 30번째 통산 6000타자 상대, 역대 29번째 4년 연속 세 자릿수 탈삼진을 달성하였다.

#### 9월
- 김재환(두산 베어스)은 9월 5일 잠실에서 열린 KIA와의 경기에서 역대 8번째 3년 연속 세 자릿수 타점, 역대 6번째 3년 연속 30홈런-세 자릿수 타점을 달성하였다.
- 민병헌(롯데 자이언츠)은 9월 5일 대전에서 열린 한화와의 경기에서 역대 46번째 6년 연속 세 자릿수 안타를 달성하였다.
- 이대호(롯데 자이언츠)는 9월 5일 대전에서 열린 한화와의 경기에서 역대 40번째 통산 5000타수를 달성하였다.
- 김민성(넥센 히어로즈)은 9월 5일 문학에서 열린 SK와의 경기에서 역대 39번째 6년 연속 두 자릿수 홈런을 달성하였다.
- 김태균(한화 이글스)은 9월 5일 대전에서 열린 롯데와의 경기에서 역대 21번째 통산 1800경기 출장을 달성하였다.
- 이용규(한화 이글스)는 9월 5일 대전에서 열린 롯데와의 경기에서 역대 21번째 통산 1700안타를 달성하였다.
- 강민호(삼성 라이온즈)는 9월 5일 마산에서 열린 NC와의 경기에서 역대 32번째 통산 1600경기 출장을 달성하였다.
- 박병호(넥센 히어로즈)는 9월 6일 광주에서 열린 KIA와의 경기에서 역대 63번째 통산 600득점을 달성하였다.
- 제라드 호잉(한화 이글스)은 9월 6일 수원에서 열린 KT와의 경기에서 역대 48번째 20홈런-20도루를 달성하였다.
- 이용규(한화 이글스)는 9월 6일 수원에서 열린 KT와의 경기에서 역대 44번째 통산 2100루타를 달성하였다.
- 최형우(KIA 타이거즈)는 9월 7일 광주에서 열린 넥센과의 경기에서 역대 10번째 통산 350번째 2루타를 달성하였다.
- 오재원(두산 베어스)은 9월 7일 대구에서 열린 삼성과의 경기에서 역대 71번째 통산 1300경기 출장을 달성하였다.
- 김승회(두산 베어스)는 9월 7일 대구에서 열린 삼성과의 경기에서 역대 38번째 통산 500경기 출장을 달성하였다.
- 박종훈(SK 와이번스)은 9월 7일 울산에서 열린 롯데와의 경기에서 역대 30번째 4년 연속 세 자릿수 탈삼진을 달성하였다.
- 최형우(KIA 타이거즈)는 9월 8일 광주에서 열린 삼성과의 경기에서 역대 2번째 6년 연속 20홈런을 달성하였다.
- 박병호(넥센 히어로즈)는 9월 8일 고척에서 열린 kt와의 경기에서 역대 44번째 통산 700타점을 달성하였다.
- 황재균(KT 위즈)은 9월 8일 고척에서 열린 넥센과의 경기에서 역대 72번째 통산 1300경기 출장을 달성하였다.
- 이진영(KT 위즈)은 9월 8일 고척에서 열린 넥센과의 경기에서 역대 7번째 통산 2100안타를 달성하였다.
- 차우찬(LG 트윈스)은 9월 9일 잠실에서 열린 한화와의 경기에서 역대 12번째 통산 1200탈삼진을 달성하였다.
- 김민성(넥센 히어로즈)은 9월 9일 고척에서 열린 KT와의 경기에서 역대 47번째 6년 연속 세 자릿수 안타를 달성하였다.
- 이성열(한화 이글스)은 9월 9일 잠실에서 열린 LG와의 경기에서 역대 44번째 통산 150홈런을 달성하였다.
- 황재균(KT 위즈)은 9월 9일 고척에서 열린 넥센과의 경기에서 역대 36번째 3년 연속 20홈런을 달성하였다.
- 로저 버나디나(KIA 타이거즈)는 9월 11일 마산에서 열린 NC와의 경기에서 역대 49번째 20홈런-20도루를 달성하였다.
- 김재환(두산 베어스)은 9월 11일 사직에서 열린 롯데와의 경기에서 역대 1번째 3년 연속 300루타를 달성하였다.
- 나성범(NC 다이노스)은 9월 11일 마산에서 열린 KIA와의 경기에서 역대 3번째 5년 연속 150안타를 달성하였다.
- 오재일(두산 베어스)은 9월 12일 사직에서 열린 롯데와의 경기에서 역대 37번째 3년 연속 20홈런을 달성하였다.
- 박민우(NC 다이노스)는 9월 12일 마산에서 열린 KIA와의 경기에서 역대 70번째 5년 연속 세 자릿수 안타를 달성하였다.
- 김태균(한화 이글스)은 9월 12일 대구에서 열린 삼성과의 경기에서 역대 4번째 14년 연속 두 자릿수 홈런, 역대 4번째 통산 3300루타를 달성하였다.
- 박해민(삼성 라이온즈)은 9월 12일 대구에서 열린 한화와의 경기에서 역대 5번째 5년 연속 30도루를 달성하였다.
- 구자욱(삼성 라이온즈)은 9월 12일 대구에서 열린 한화와의 경기에서 역대 26번째 4년 연속 200루타를 달성하였다.
- 박용택(LG 트윈스)은 9월 13일 대구에서 열린 삼성과의 경기에서 역대 3번째 통산 3500루타, 역대 1번째 7년 연속 150안타를 달성하였다.
- 이범호(KIA 타이거즈)는 9월 14일 사직에서 열린 롯데와의 경기에서 역대 22번째 통산 1700안타를 달성하였다.
- 오지환(LG 트윈스)은 9월 14일 대구에서 열린 삼성과의 경기에서 역대 66번째 통산 500사사구를 달성하였다.
- 박병호(넥센 히어로즈)는 9월 14일 마산에서 열린 NC와의 경기에서 역대 1번째 5년 연속 세 자릿수 타점, 역대 1번째 5년 연속 30홈런-세 자릿수 타점, 역대 68번째 30홈런-세 자릿수 타점을 달성하였다.
- 김민성(넥센 히어로즈)은 9월 14일 마산에서 열린 NC와의 경기에서 역대 93번째 통산 500득점을 달성하였다.
- 양현종(KIA 타이거즈)은 9월 15일 광주에서 열린 SK와의 경기에서 역대 18번째 통산 120승을 달성하였다.
- 이대호(롯데 자이언츠)는 9월 15일 사직에서 열린 넥센과의 경기에서 역대 4번째 4년 연속 150안타를 달성하였다.
- 차우찬(LG 트윈스)은 9월 15일 대전에서 열린 한화와의 경기에서 역대 28번째 4년 연속 두 자릿수 승을 달성하였다.
- 나지완(KIA 타이거즈)은 9월 16일 광주에서 열린 SK와의 경기에서 역대 38번째 3년 연속 20홈런을 달성하였다.
- 김재현(SK 와이번스)은 9월 16일 광주에서 열린 KIA와의 경기에서 역대 36번째 1회초 선두 타자 초구 홈런을 달성하였다.
- 오지환(LG 트윈스)은 9월 16일 대전에서 열린 한화와의 경기에서 역대 28번째 7년 연속 두 자릿수 도루를 달성하였다.
- 권혁(한화 이글스)은 9월 16일 대전에서 열린 LG와의 경기에서 역대 11번째 통산 700경기 출장을 달성하였다.
- 김주찬(KIA 타이거즈)은 9월 18일 대구에서 열린 삼성과의 경기에서 역대 25번째 통산 2600루타를 달성하였다.
- 임창용(KIA 타이거즈)은 9월 18일 대구에서 열린 삼성과의 경기에서 역대 20번째 통산 1700이닝을 달성하였다.
- 안치홍(KIA 타이거즈)은 9월 18일 대구에서 열린 삼성과의 경기에서 역대 3번째 2루수 세 자릿수 타점을 달성하였다.
- 손승락(롯데 자이언츠)은 9월 18일 잠실에서 열린 LG와의 경기에서 역대 2번째 7년 연속 20세이브를 달성하였다.
- 진해수(LG 트윈스)는 9월 18일 잠실에서 열린 롯데와의 경기에서 역대 39번째 통산 500경기 출장을 달성하였다.
- 박병호(넥센 히어로즈)는 9월 18일 고척에서 열린 두산과의 경기에서 역대 1번째 3년 연속 40홈런, 역대 17번째 통산 250홈런을 달성하였다.
- 정근우(한화 이글스)는 9월 18일 마산에서 열린 NC와의 경기에서 역대 22번째 통산 300번째 2루타를 달성하였다.
- 이대호(롯데 자이언츠)는 9월 19일 잠실에서 열린 LG와의 경기에서 역대 2번째 5년 연속 세 자릿수 타점을 달성하였다.
- 손아섭(롯데 자이언츠)은 9월 19일 잠실에서 열린 LG와의 경기에서 역대 3번째 3년 연속 세 자릿수 득점을 달성하였다.
- 김강민(SK 와이번스)은 9월 19일 수원에서 열린 KT와의 경기에서 역대 85번째 통산 세 자릿수 홈런을 달성하였다.
- 한동민(SK 와이번스)은 9월 19일 수원에서 열린 KT와의 경기에서 역대 70번째 30홈런-세 자릿수 타점을 달성하였다.
- 김성현(SK 와이번스)은 9월 19일 수원에서 열린 KT와의 경기에서 역대 71번째 5년 연속 세 자릿수 안타를 달성하였다.
- 박해민(삼성 라이온즈)은 9월 19일 대구에서 열린 KIA와의 경기에서 역대 5번째 4년 연속 150안타를 달성하였다.
- 최형우(KIA 타이거즈)는 9월 20일 광주에서 열린 NC와의 경기에서 역대 2번째 6년 연속 150안타를 달성하였다.
- 이대호(롯데 자이언츠)는 9월 20일 사직에서 열린 KT와의 경기에서 역대 21번째 통산 2700루타, 역대 71번째 2년 연속 30홈런-세 자릿수 타점을 달성하였다.
- 안치홍(KIA 타이거즈)은 9월 21일 광주에서 열린 NC와의 경기에서 역대 144번째 통산 네 자릿수 경기 출장을 달성하였다.
- 김하성(넥센 히어로즈)은 9월 21일 고척에서 열린 삼성과의 경기에서 역대 39번째 3년 연속 20홈런을 달성하였다.
- 채태인(롯데 자이언츠)은 9월 22일 대구에서 열린 삼성과의 경기에서 역대 48번째 6년 연속 세 자릿수 안타를 달성하였다.
- 나성범(NC 다이노스)은 9월 22일 마산에서 열린 두산과의 경기에서 역대 2번째 4년 연속 세 자릿수 득점을 달성하였다.
- 정근우(한화 이글스)는 9월 22일 대전에서 열린 KIA와의 경기에서 역대 12번째 통산 네 자릿수 득점을 달성하였다.
- 정우람(한화 이글스)은 9월 23일 대전에서 열린 KIA와의 경기에서 역대 3번째 9년 연속 50경기 출장을 달성하였다.
- 김재환(두산 베어스)은 9월 25일 잠실에서 열린 넥센과의 경기에서 역대 1번째 3년 연속 30홈런-세 자릿수 타점-세 자릿수 득점을 달성하였다.
- 나성범(NC 다이노스)은 9월 25일 사직에서 열린 롯데와의 경기에서 역대 59번째 통산 600타점을 달성하였다.
- 박한이(삼성 라이온즈)는 9월 25일 대전에서 열린 한화와의 경기에서 역대 14번째 통산 3000루타를 달성하였다.
- 박경수(KT 위즈)는 9월 25일 수원에서 열린 KIA와의 경기에서 역대 66번째 통산 200번째 2루타를 달성하였다.
- 정근우(한화 이글스)는 9월 26일 대전에서 열린 삼성과의 경기에서 역대 5번째 13년 연속 세 자릿수 안타를 달성하였다.
- 박한이(삼성 라이온즈)는 9월 26일 대전에서 열린 한화와의 경기에서 역대 4번째 통산 1200득점을 달성하였다.
- 채태인(롯데 자이언츠)은 9월 27일 고척에서 열린 넥센과의 경기에서 역대 113번째 통산 1100경기 출장을 달성하였다.
- 차우찬(LG 트윈스)은 9월 27일 잠실에서 열린 KIA와의 경기에서 역대 33번째 통산 1400이닝을 달성하였다.
- 제러드 호잉(한화 이글스)은 9월 27일 대전에서 열린 두산과의 경기에서 역대 72번째 30홈런-세 자릿수 타점을 달성하였다.
- 민병헌(롯데 자이언츠)은 9월 28일 고척에서 열린 넥센과의 경기에서 역대 92번째 통산 1200경기 출장, 역대 87번째 통산 500타점을 달성하였다.
- 임창용(KIA 타이거즈)은 9월 29일 광주에서 열린 한화와의 경기에서 역대 7번째 통산 130승을 달성하였다.
- 최정(SK 와이번스)은 9월 29일 대구에서 열린 삼성과의 경기에서 역대 42번째 통산 1500경기 출장을 달성하였다.
- 손승락(롯데 자이언츠)은 9월 30일 수원에서 열린 KT와의 경기에서 역대 2번째 통산 260세이브를 달성하였다.
- 나성범(NC 다이노스)은 9월 30일 고척에서 열린 넥센과의 경기에서 역대 1번째 4년 연속 170안타를 달성하였다.
- 한동민(SK 와이번스)은 9월 30일 대구에서 열린 삼성과의 경기에서 역대 22번째 40홈런-세 자릿수 타점,역대 최초 대졸출신 40홈런을 달성하였다.
- 제리 샌즈(넥센 히어로즈)는 9월 30일 고척에서 열린 NC와의 경기에서 역대 4번째 2경기 연속 연타석 홈런을 달성하였다.

#### 10월
- 이범호(KIA 타이거즈)는 10월 2일 광주에서 열린 NC와의 경기에서 역대 21번째 4년 연속 20홈런을 달성하였다.
- 최진행(한화 이글스)은 10월 3일 대전에서 열린 롯데와의 경기에서 역대 88번째 통산 500타점을 달성하였다.
- 최형우(KIA 타이거즈)는 10월 4일 문학에서 열린 SK와의 경기에서 역대 3번째 5년 연속 세 자릿수 타점을 달성하였다.
- 이대호(롯데 자이언츠)는 10월 4일 대전에서 열린 한화와의 경기에서 역대 2번째 4년 연속 170안타를 달성하였다.
- 최형우(KIA 타이거즈)는 10월 6일 문학에서 열린 SK와의 경기에서 역대 3번째 4년 연속 170안타, 역대 23번째 통산 800사사구를 달성하였다.
- 최정(SK 와이번스)은 10월 6일 문학에서 열린 KIA와의 경기에서 역대 22번째 통산 2700루타를 달성하였다.
- 김재호(두산 베어스)는 10월 7일 잠실에서 열린 KIA와의 경기에서 역대 93번째 통산 1200경기 출장을 달성하였다.
- 김진성(NC 다이노스)은 10월 7일 마산에서 열린 롯데와의 경기에서 역대 14번째 5년 연속 50경기 출장을 달성하였다.
- 송승준(롯데 자이언츠)은 10월 9일 사직에서 열린 KIA와의 경기에서 역대 21번째 통산 1200탈삼진, 역대 25번째 통산 1200이닝을 달성하였다.
- 이대호(롯데 자이언츠)는 10월 9일 사직에서 열린 KIA와의 경기에서 역대 27번째 통산 1600안타를 달성하였다.
- 이성열(한화 이글스)은 10월 9일 수원에서 열린 KT와의 경기에서 역대 73번째 30홈런-세 자릿수 타점을 달성하였다.
- 다린 러프(삼성 라이온즈)는 10월 9일 문학에서 열린 SK와의 경기에서 역대 74번째 30홈런-세 자릿수 타점을 달성하였다.
- 손아섭(롯데 자이언츠)은 10월 10일 사직에서 열린 KT와의 경기에서 역대 1번째 3년 연속 180안타를 달성하였다.
- 제이미 로맥(SK 와이번스)은 10월 10일 잠실에서 열린 두산과의 경기에서 역대 75번째 30홈런-세 자릿수 타점을 달성하였다.
- 황재균(KT 위즈)은 10월 10일 사직에서 열린 롯데와의 경기에서 역대 6번째 4년 연속 150안타를 달성하였다.
- 박경수(KT 위즈)는 10월 10일 사직에서 열린 롯데와의 경기에서 역대 64번째 통산 600득점을 달성하였다.
- 손아섭(롯데 자이언츠)은 10월 11일 광주에서 열린 KIA와의 경기에서 역대 50번째 20홈런-20도루를 달성하였다.
- 유희관(두산 베어스)은 10월 12일 잠실에서 열린 NC와의 경기에서 역대 9번째 6년 연속 두 자릿수 승을 달성하였다.
- 전준우(롯데 자이언츠)는 10월 12일 광주에서 열린 KIA와의 경기에서 역대 88번째 통산 네 자릿수 안타를 달성하였다.
- 김사율(KT 위즈)은 10월 12일 수원에서 열린 넥센과의 경기에서 역대 40번째 통산 500경기 출장을 달성하였다.
- 손아섭(롯데 자이언츠)은 10월 13일 광주에서 열린 KIA와의 경기에서 역대 34번째 통산 2300루타를 달성하였다.
- 박용택(LG 트윈스)은 10월 13일 문학에서 열린 SK와의 경기에서 역대 1번째 10년 연속 3할 타율을 달성하였다.
- 박병호(넥센 히어로즈)은 10월 13일 대구에서 열린 삼성과의 경기에서 역대 55번째 통산 500사구를 달성하였다.
- 구자욱(삼성 라이온즈)은 10월 13일 대구에서 열린 넥센과의 경기에서 역대 5번째 3년 연속 세 자릿수 득점을 달성하였다.

### 월간 MVP
| 월  | 선수        | 소속          | 포지션                   |
| --- | ----------- | ------------- | ------------------------ |
| 4월 | 유한준      | KT 위즈       | 외야수, 지명타자         |
| 5월 | 정우람      | 한화 이글스   | 투수                     |
| 6월 | 김재환      | 두산 베어스   | 외야수, 지명타자         |
| 7월 | 제이미 로맥 | SK 와이번스   | 내야수, 외야수, 지명타자 |
| 8월 | 박병호      | 넥센 히어로즈 | 내야수, 지명타자         |
| 9월 | 한동민      | SK 와이번스   | 외야수, 지명타자         |

## 포스트 시즌
KBO에서 2014년 10월 27일 단장 회의를 통해 4위팀과 5위팀이 와일드카드 결정전을 벌여 3위팀과 준플레이오프를 가지게 되는 것으로 확정되었다.

## 올스타전
2018년 KBO 올스타전은 7월 13일 ~ 14일에 진행됐으며, 장소는 울산문수야구장이다.

## 참고
1. ↑  대학 진학을 희망하여 계약을 포기하였다.
2. ↑  두산 베어스는 3라운드, 넥센 히어로즈는 1~3라운드 전체 지명 포기
3. ↑  이적 후 투수로 전향할 예정이다.
4. ↑  경찰 야구단 입대에 따라 2018년에 팀에 합류
5. ↑  계약은 넥센 히어로즈와 하였으나 사인 앤 트레이드 방식이어서 사실상 이적한 것이나 다름없다.
6. ↑  계약은 롯데 자이언츠와 하였으나 사인 앤 트레이드 방식이어서 사실상 이적한 것이나 다름없다.
7. 1 2  사인 앤 트레이드로 이적하였다.
8. ↑  원래 FA 대상이었으나, 원하는 팀을 찾지 못하여 은퇴를 선언하였다.
9. ↑  스프링캠프 초청권을 포함한 마이너계약을 하였다.
10. 1 2  마이너계약을 하였다.
11. 1 2  롯데 자이언츠와 재계약을 포기하고 두산 베어스와 계약하였다.
12. 1 2  두산 베어스와 재계약을 포기하고 KT 위즈와 계약하였다.
13. ↑  대학 진학을 희망하여 계약을 포기하였다.
14. ↑  2016년도 순위상 두산이 1위, LG가 4위지만, 두 팀이 한 구장을 같이 쓰고 있기 때문에, 불가피하게 LG는 원정으로 결정되었고 6위인 SK가 홈 개막전 진행(관련 기사 : http://www.yonhapnews.co.kr/bulletin/2017/08/13/0200000000AKR20170813023400007.HTML?input=1195m)
15. ↑  KBO 2015년 포스트시즌, 4-5위 와일드카드 도입 일간스포츠 2014년 10월 27일

## 경기 중계
지상파 TV
- SBS TV
- KBS 2TV
- MBC TV

케이블 TV
- SBS 스포츠
- KBS N 스포츠
- MBC 스포츠+
- SPO TV
- SPO TV2

라디오
- KBS대전 해피FM
- KBS청주 해피FM

- 대전 MBC 라디오
- 대구 MBC 라디오
- 부산 MBC 라디오
- MBC 경남 라디오
- SBS 러브FM
- TJB 파워FM
- TBC 드림FM
- KNN 러브FM
- KNN 파워FM
- kbc my fm

와일드카드 결정전 중계
- 1차전 : MBC TV

준플레이오프 중계
- 1차전 : MBC TV, TJB 파워FM
- 2차전 : KBS 2TV, TJB 파워FM
- 3차전 : SBS TV
- 4차전 : MBC TV

플레이오프 중계
- 1차전 : KBS 2TV, SBS 러브FM[1]
- 2차전 : SBS TV, SBS 러브FM[1]
- 3차전 : MBC TV, SBS 러브FM[1]
- 4차전 : KBS 2TV
- 5차전 : SBS TV

한국시리즈 중계
- 1차전 : SBS TV, SBS 러브FM[1]
- 2차전 : MBC TV, SBS 러브FM[1]
- 3차전 : KBS 2TV, SBS 러브FM[1]
- 4차전 : SBS TV, SBS 러브FM[1]
- 5차전 : MBC TV, SBS 러브FM[1]
- 6차전 : KBS 2TV, SBS 러브FM[1]

1. 1 2 3 4 5 6 7 8 9  KNN 러브FM 동시 방송.